# Michael Collins (astronaute)
Vous lisez un « bon article » labellisé en 2019.
Pour les articles homonymes, voir Michael Collins et Collins.
Michael Collins, né le 31 octobre 1930 à Rome (Italie) et mort le 28 avril 2021 à Naples (Floride, États-Unis), est un militaire, pilote d'essai, astronaute, haut fonctionnaire, cadre et homme d'affaires américain.
Avant de devenir astronaute, il obtient son diplôme de l'Académie militaire de West Point. De là, il rejoint l'armée de l'air américaine et pilote des chasseurs North American F-86 Sabre à la base aérienne de Chambley-Bussières en France. Il est accepté à l'école des pilotes d'essai de l'United States Air Force de la base aérienne Edwards en 1960. Il se porte candidat sans succès pour le groupe d'astronautes 2 de la NASA, mais est accepté pour le troisième.
Sélectionné dans le groupe d'astronautes 3 de la National Aeronautics and Space Administration (NASA) en 1963, il voyage deux fois dans l'espace. Son premier vol spatial est effectué lors de la mission Gemini 10, dans laquelle lui et John Young effectuent deux rendez-vous avec différents engins spatiaux et réalisent deux sorties extra-véhiculaires. Son second vol spatial est en tant que pilote du module de commande et de service Apollo lors de la mission Apollo 11. Alors qu'il reste en orbite autour de la Lune, Neil Armstrong et Buzz Aldrin partent dans le module lunaire Apollo pour réaliser le premier alunissage. Il est ainsi l'une des 24 personnes du programme Apollo à avoir survolé la Lune. Collins est le 17e Américain dans l'espace, la 4e personne et le 3e Américain à effectuer une sortie extravéhiculaire, et la première personne à avoir effectué plus d'une sortie extravéhiculaire.
Après avoir pris sa retraite de la NASA en 1970, ce major général de l'United States Air Force est nommé au poste de secrétaire d'État adjoint aux affaires publiques au département d'État des États-Unis. Un an plus tard, il devient directeur du National Air and Space Museum et occupe ce poste jusqu'en 1978, date à laquelle il démissionne pour devenir sous-secrétaire de la Smithsonian Institution. En 1980, il occupe le poste de vice-président de LTV Aerospace et démissionne en 1985 pour créer son cabinet de conseil.

## Biographie

### Enfance et formation

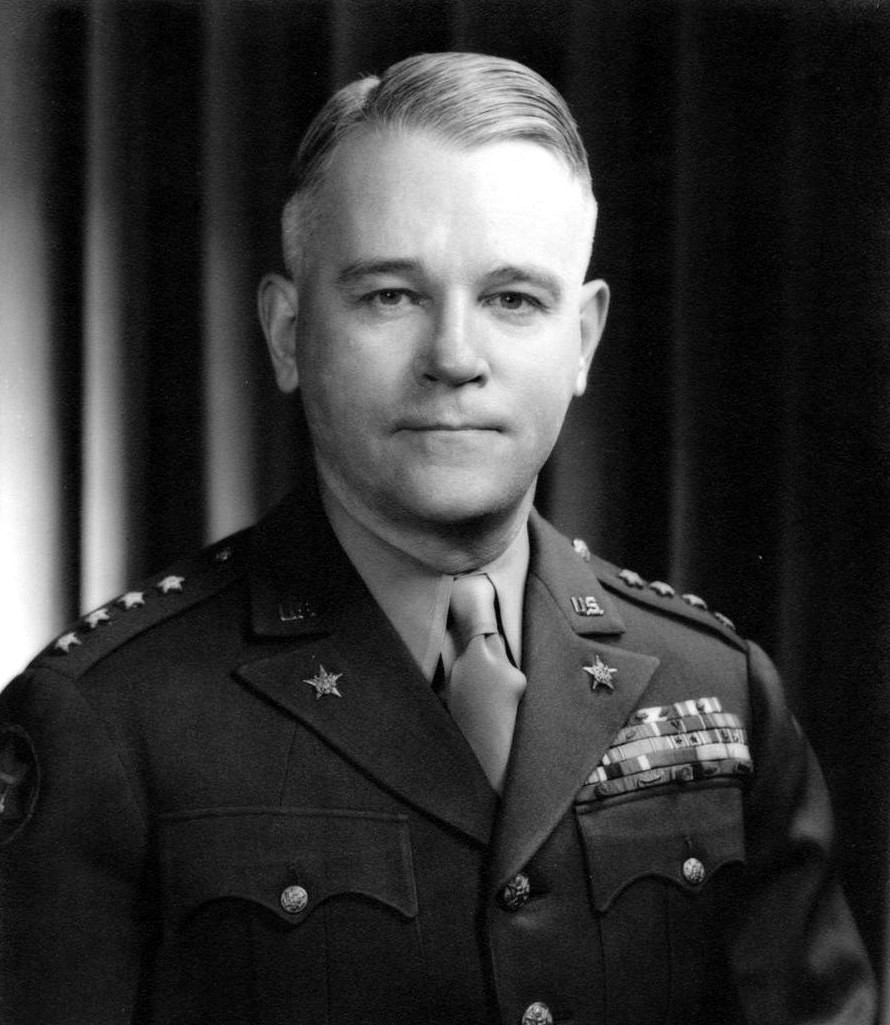
L'oncle de Michael Collins, Joseph Lawton Collins, est le chef d'état-major de l'armée de terre des États-Unis de 1949 à 1953.

Michael Collins naît le 31 octobre 1930 à Rome en Italie,, fils de Virginie (née Stewart) et de James Lawton Collins. Son père est un officier de carrière de l'United States Army qui occupe un poste d'attaché militaire dans la capitale italienne. Il a un frère aîné, James Lawton Collins Jr., et deux sœurs aînées, Virginia et Agnes. Au cours des dix-sept premières années de sa vie, Collins déménage à de nombreuses reprises au gré des affectations de son père : il habite successivement Rome, Oklahoma, Governors Island (New York), Porto Rico, San Antonio (Texas) et Alexandria (Virginie). Il réalise son baptême de l'air à Porto Rico à bord d'un Grumman G-44 Widgeon. Le pilote lui laisse tenir le manche durant une partie du vol. Il désire voler à nouveau, mais le début de la Seconde Guerre mondiale l'en empêche. Collins étudie pendant deux ans à l'Academia del Perpetuo Socorro, à San Juan.
À la suite de l'entrée en guerre des États-Unis, la famille s'installe à Washington où Collins fréquente l'école St. Albans et obtient son diplôme[Lequel ?] en 1948. Sa mère souhaite qu'il entre dans le service diplomatique, mais il décide de suivre la même carrière que son père, ses deux oncles, son frère et son cousin en intégrant l'armée. Il est reçu à l'Académie militaire de West Point, principale école de formation militaire des officiers américains dont sont sortis son père et son frère aîné respectivement en 1907 et en 1939, ce qui lui permet d'être exempté d'une partie des frais, comme des droits de scolarité. Il obtient son baccalauréat universitaire en sciences le 3 juin 1952 et est classé à sa sortie de l'école 185e sur les 527 cadets de la promotion de 1952. L'astronaute Edward White, qu'il côtoiera par la suite à la NASA, fait partie de la même promotion,.
Collins décide de rejoindre l'United States Air Force. Ce choix résulte de son évaluation du rôle futur joué par l'aviation dans le domaine militaire mais il veut également éviter d'éventuelles accusations de népotisme qu'il aurait pu essuyer s'il avait rejoint l'Armée de terre où plusieurs membres de sa famille de tradition militaire occupent des postes importants : son frère est déjà colonel, son père a le grade de major général et son oncle, le général Joseph Lawton Collins, est le chef d'état-major de l'armée de terre des États-Unis. À l'époque, l'École de formation des pilotes de l'armée de l'air n'existe pas encore — elle ne délivrera des diplômes que plusieurs années plus tard — aussi durant cette période les diplômés de West Point peuvent devenir officiers de l'Armée de l'air.

### Carrière militaire

#### Pilote de chasse

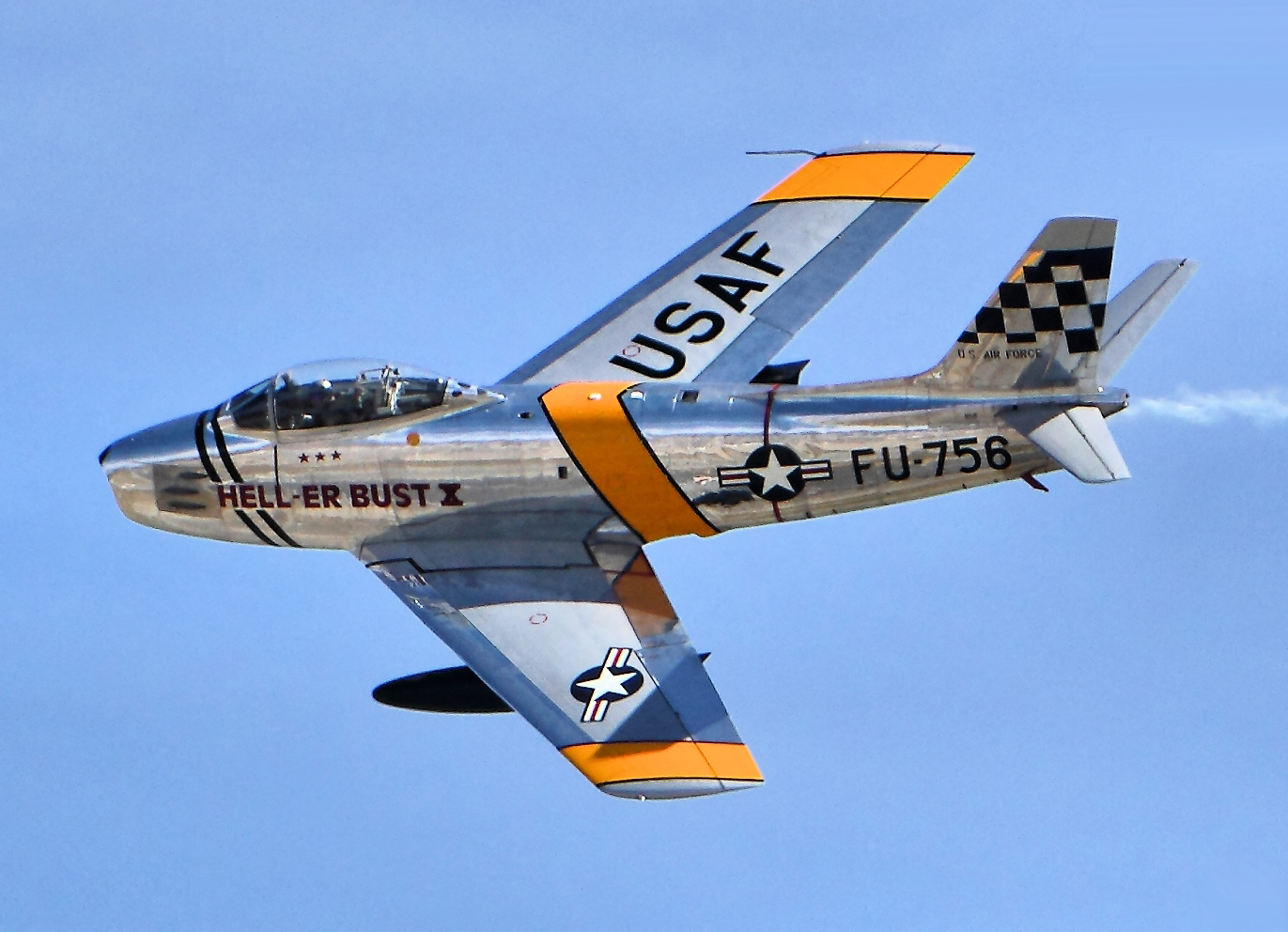
Un North American F-86 Sabre.

Dès son entrée dans l'Armée de l'air, Collins est affecté à la base aérienne de Columbus dans le Mississippi où il apprend, à partir d'août 1952, les rudiments du pilotage en volant sur un North American T-6 Texan. Il est ensuite à la base aérienne de San Marcos (futur aéroport régional de San Marcos) au Texas où il s'initie au vol aux instruments et au vol en formation. Enfin, il apprend à voler sur des avions à réaction à la base aérienne James Connally située à Waco au Texas. Il reçoit son badge d'aviateur à Waco et, en septembre 1953, il est sélectionné pour suivre une formation de chasseur de jour à la base aérienne de Nellis dans le Nevada. Il y vole sur le chasseur à réaction North American F-86 Sabre. L'entraînement est dangereux et, durant son bref séjour de onze semaines, vingt-deux pilotes décèdent à la suite d'accidents en vol,.
En janvier 1954, il est affecté à la 21e escadrille de chasseurs-bombardiers (future 21st Space Wing) de la base aérienne George en Californie où il apprend les techniques d'attaque au sol et de largage d'armes nucléaires sur le F-86 Sabre. Il déménage avec la 21e escadrille lorsque celle-ci est transférée en décembre 1954 à la base aérienne de Chambley-Bussières, une base aérienne de l'Organisation du traité de l'Atlantique nord (OTAN) située en Meurthe-et-Moselle, dans l'est de la France. Il remporte le premier prix d'un concours de tir au canon en 1956,. Au cours d'un exercice de l'OTAN cet été-là, il est obligé de s'éjecter de son F-86, près de la BA de Chaumont-Semoutiers, lorsqu'un incendie se déclare à l'arrière du cockpit,.

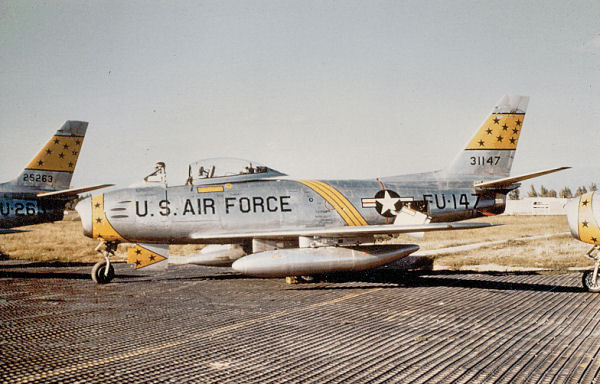
F-86F du 21st FBW à Chambley AB.

#### Mariage
Collins rencontre sa future épouse Patricia Mary Finnegan, originaire de Boston dans le Massachusetts, dans un mess d'officiers. Diplômée de l'Emmanuel College où elle s'est spécialisée en littérature anglaise, elle est assistante sociale, s'occupant principalement de mères célibataires. Elle travaille en parallèle pour l'Armée de l'Air. Après s'être fiancés, Finnegan et Collins doivent surmonter une différence de religion. Collins adhère à l'Église épiscopalienne des États-Unis tandis que Finnegan appartient à une famille résolument catholique. Après avoir demandé l'autorisation de se marier au père de Finnegan et retardé leur mariage lorsque Collins est muté en Allemagne de l'Ouest pendant l'insurrection de Budapest en 1956, ils se marient à Chambley à l'été 1957,. Collins est à cette époque commandant en second de la base. Ils ont une fille, Kathleen — actrice plus connue sous le nom de Kate Collins — en 1959, une deuxième fille, Ann, en 1961 et un fils, Michael, en 1963,.
Collins rentre aux États-Unis où il suit un cours d'officier spécialisé dans la maintenance des aéronefs à la base aérienne de Chanute dans l'Illinois. Il qualifie cette école plus tard dans son autobiographie de « lamentable » : l'enseignement théorique est ennuyeux, il vole rarement et l'équipement est obsolète. À la fin de cette formation, il commande un détachement d'entraînement mobile qui se rend dans des bases aériennes du monde entier. Ce détachement est chargé d'enseigner aux mécaniciens l'entretien des nouveaux aéronefs et forme les pilotes à leurs nouveaux engins. Il commande ensuite un détachement de formation sur le terrain[Lequel ?], qui remplit les mêmes objectifs, mais qui ne lui impose pas de se déplacer.

#### Pilote d'essai
Collins cumule plus de 1 500 heures de vol, le minimum requis pour l'école des pilotes d'essai de l'United States Air Force à la base aérienne Edwards en Californie. Il y postule avec succès le 29 août 1960 et devient membre de la classe 60-C qui accueille aussi les futurs astronautes Frank Borman, James Irwin et Thomas Stafford. Tous sont formés pour devenir pilotes d'essais militaires. L'instruction commence avec l'ancien North American T-28 Trojan et se poursuit avec les avions à hautes performances North American F-86 Sabre, Martin B-57, Lockheed T-33 Silver Star et Lockheed F-104 Starfighter.
Collins, qui a l'habitude de beaucoup fumer, décide d'y mettre fin en 1962 après avoir souffert d'une très mauvaise gueule de bois. Le lendemain, il passe ce qu'il a décrit comme les quatre heures les plus pénibles de sa vie dans le siège droit d'un Boeing B-52 Stratofortress à appuyer sur des interrupteurs au cours des premières étapes du sevrage à la nicotine.

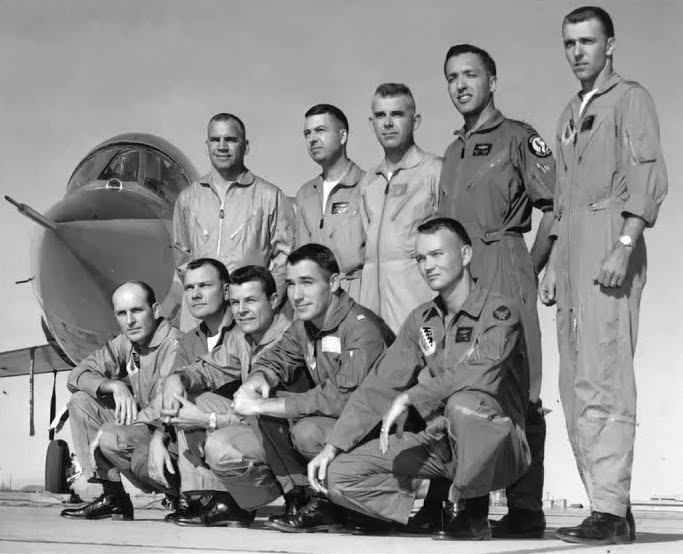
Les diplômés de la Class III ARPS : rangée de devant : Edward Givens, Tommie Benefield, Charles Bassett, Francis G. Neubeck et Collins, rangée du fond : Al Atwell, Neil Garland, Jim Roman, Al Uhalt et Joe Engle.

Collins décide de devenir astronaute lorsqu'il apprend le vol de John Glenn au cours de la mission Mercury-Atlas 6 le 20 février 1962 et découvre qu'il est possible de faire le tour de la Terre en 90 minutes. Il postule pour le groupe d'astronautes 2 de la National Aeronautics and Space Administration (NASA) cette année-là. Pour augmenter le nombre de pilotes de l'armée de l'air sélectionnés, l'United States Air Force envoie ses meilleurs candidats dans une école spécialisée. Il s'ensuit des examens médicaux et psychiatriques à la base aérienne de Brooks au Texas et des entretiens au Manned Spacecraft Center (futur centre spatial Lyndon B. Johnson) de Houston, toujours au Texas. À la mi-septembre, Collins découvre qu'il n'est pas retenu. C'est un coup dur même s'il ne s'attendait pas à être sélectionné. Collins estime a posteriori que le groupe d'astronautes 2, composé de neuf membres, est meilleur que le groupe d'astronautes 1 (les « Mercury Seven ») qui le précède ou les cinq groupes suivants, dont le sien.
Cette année-là, l'école des pilotes d'essai de l'United States Air Force est devenue l'école des pilotes de recherche aérospatiale de l'United States Air Force (ARPS), car l'armée de l'air tente de se lancer dans la recherche spatiale par le biais des programmes North American X-15 et Boeing X-20 Dyna-Soar. Collins postule pour un nouveau cours de troisième cycle sur les bases du vol spatial. Il est accepté dans la troisième classe le 22 octobre 1962. Parmi les dix autres élèves de sa classe figurent les futurs astronautes et aspirant-astronautes Charles Bassett, Edward Givens et Joe Engle. En plus des travaux en classe, les élèves volent également à environ 27 432 m (90 000 ft) sur Lockheed F-104 Starfighter. Quand ils sont au sommet de leur ascension, ils expérimentent une brève période d'impesanteur. Après avoir terminé ce cours, Collins retourne aux opérations de combat en mai 1963.
Au début du mois de juin de cette année-là, la NASA lance un appel à candidatures pour recruter de futurs astronautes. Collins suit le même processus que lors de sa première demande, bien qu'il ne passe pas d'évaluation psychiatrique. Il est à la base aérienne de Randolph au Texas, le 14 octobre, lorsque le chef du Bureau des astronautes Deke Slayton l'appelle pour lui demander s'il souhaite toujours devenir astronaute. Charles Bassett est également accepté dans le même groupe. À ce moment-là, Collins a effectué plus de 3 000 heures de vol, dont 2 700 à bord d'avions à réaction.

### Carrière d'astronaute

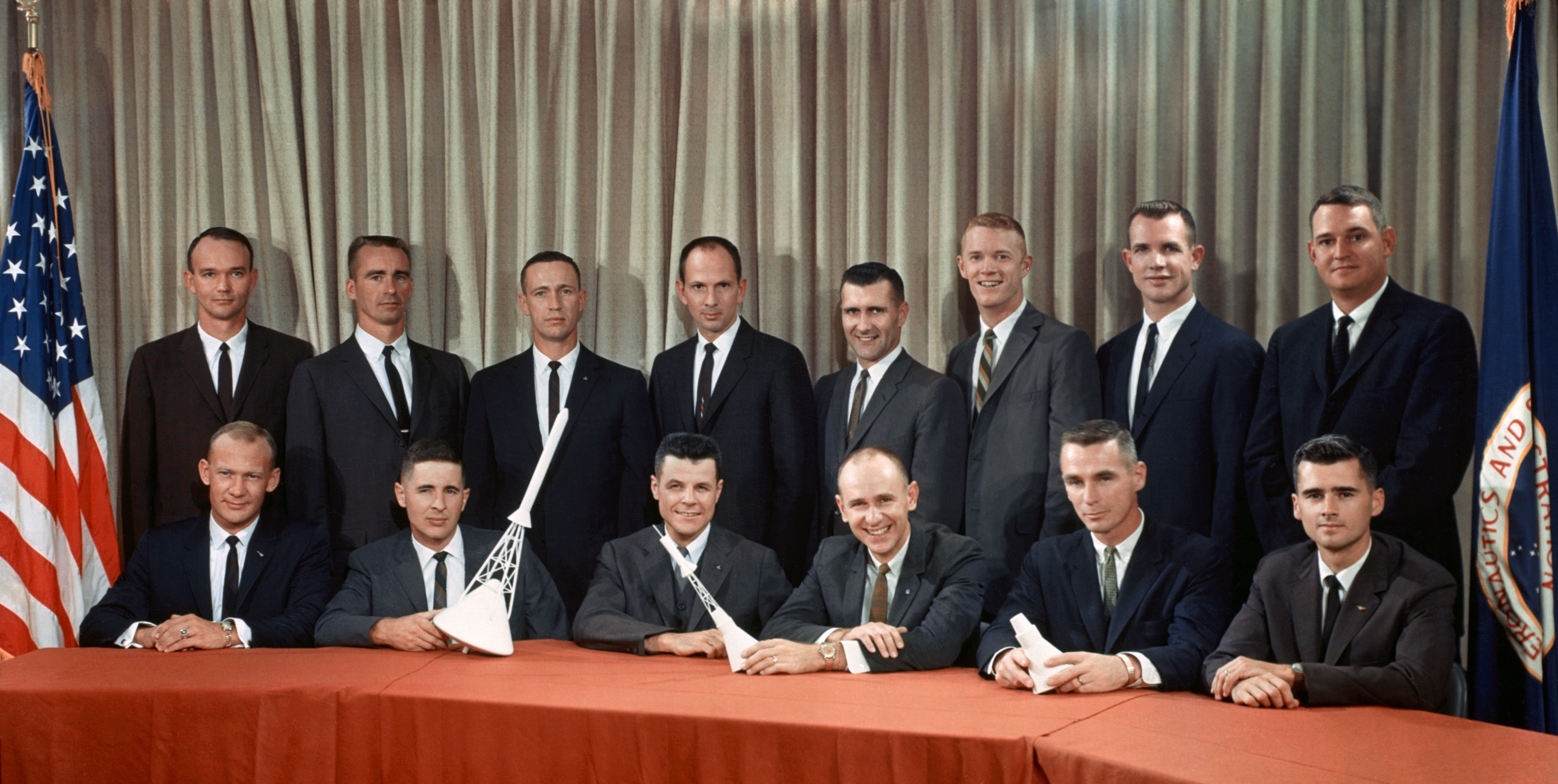
Le groupe d'astronautes 3 avec, de gauche à droite, à l'arrière-plan : Collins, Cunningham, Eisele, Freeman, Gordon, Schweickart, Scott et Williams, et à l'avant-plan : Aldrin, Anders, Bassett, Bean, Cernan et Chaffee.

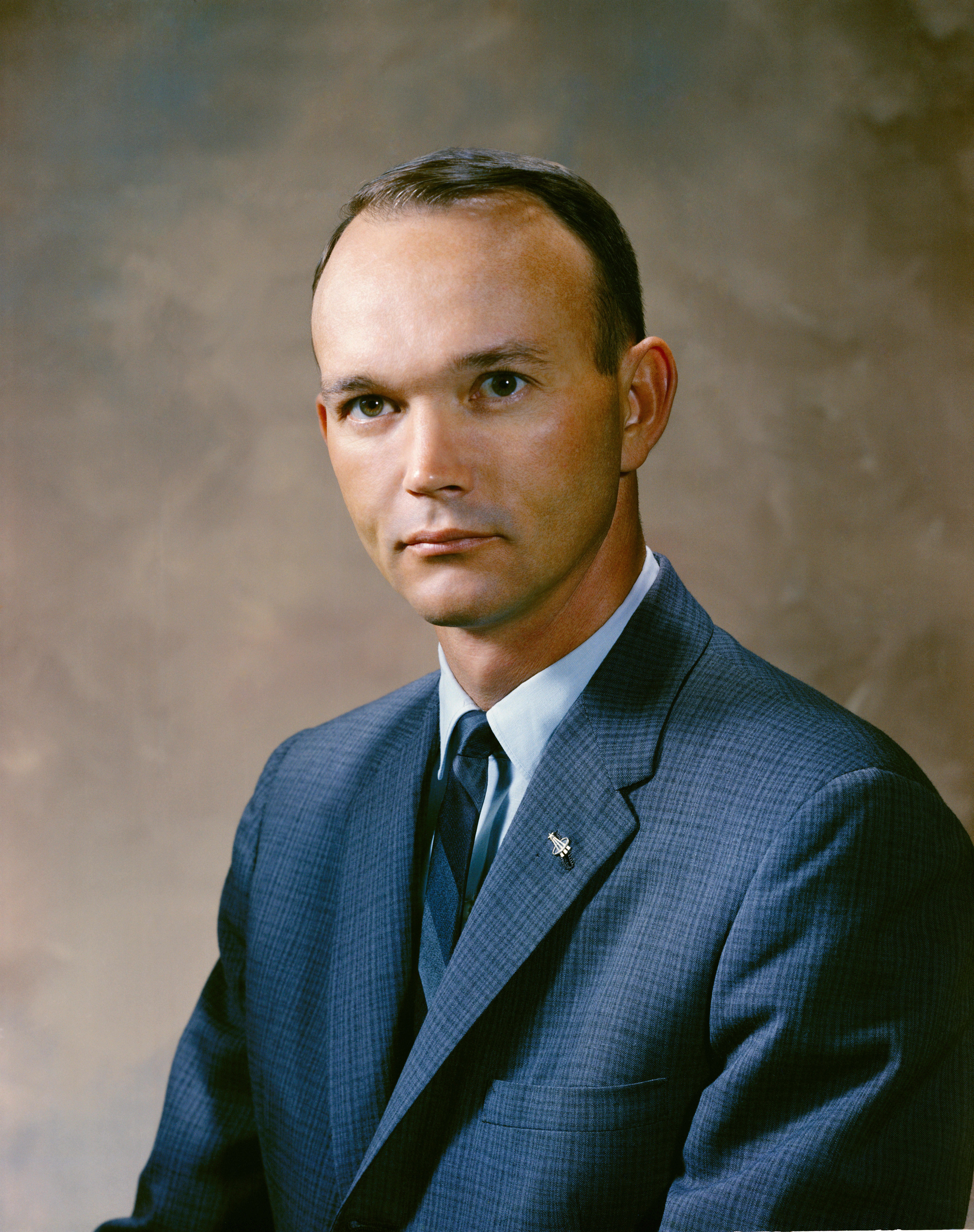
Michael Collins en 1964.

Comparé aux deux premiers groupes, le groupe d'astronautes 3, qui compte quatorze astronautes dont Collins et son futur coéquipier Buzz Aldrin, est plus jeune avec une moyenne d'âge de 31 ans — les deux premiers groupes avaient en moyenne 34,5 ans et 32,5 ans au moment de leur sélection — et il est aussi plus instruit avec une durée moyenne d'études supérieures de 5,6 années. Mais ce groupe a moins d'heures de vol à son actif — 2 300 en moyenne, contre 3 500 et 2 800 pour les deux premiers groupes. De plus, seuls huit des quatorze aspirants astronautes sont des pilotes d'essai. Parmi les trente astronautes sélectionnés dans les trois premiers groupes, seuls Collins et son collègue du troisième groupe, William Anders, sont nés en dehors des États-Unis, et Collins est le seul à avoir un frère aîné : tous les autres sont les fils aînés ou uniques de leur famille.
La formation débute par un cours de 240 heures sur les bases du vol spatial. 58 heures sont consacrées à la géologie, ce que Collins ne comprend pas bien et qui ne l'intéresse guère. À la fin de cette formation, Alan Shepard, qui est le premier Américain à avoir séjourné dans l'espace et qui occupe le poste de chef du Bureau des astronautes, demande à chacun des quatorze aspirants astronautes de classer leurs camarades par ordre de préférence dans le cas d'un vol conjoint. Le premier choix de Collins porte sur David Scott.

#### Programme Gemini

##### Affectation
Après ce premier cours, chacun des astronautes du groupe suit des formations individuelles. Collins choisit de se former sur les combinaisons spatiales et les activités extravéhiculaires (les sorties dans l'espace). Son travail consiste à surveiller le développement des équipements et servir de liaison entre le Bureau des astronautes et les fournisseurs . Il est contrarié par le secret qui entoure la sortie extravéhiculaire d'Edward White lors de la mission Gemini 4 (première sortie extravéhiculaire dans l'espace réalisée par un Américain). Bien qu'étant l'astronaute le plus au fait du sujet, il n'a pas été impliqué dans la préparation de la mission.

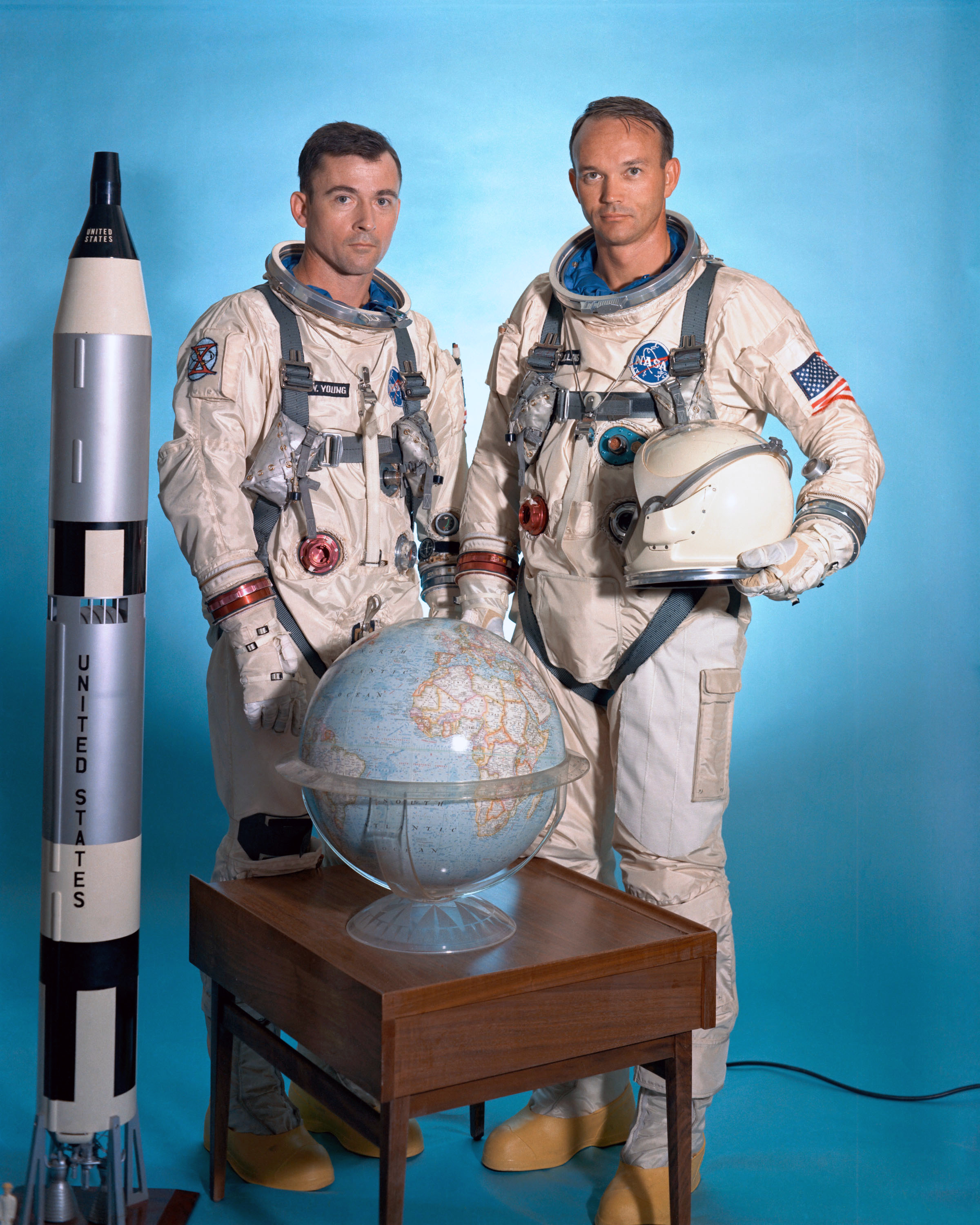
John Young et Michael Collins peu avant la mission Gemini 10.

Fin juin 1965, Collins reçoit sa première affectation comme pilote de l'équipage de réserve de la mission Gemini 7, avec son camarade de classe à West Point, Edward White, qui est désigné commandant. Collins est le premier des quatorze membres du groupe d'astronautes 3 à être affecté à une mission, mais c'est David Scott qui participe le premier à une mission (Gemini 8) suivi par Charles Bassett qui vole à bord de Gemini 9. Selon le système d'affectation par rotation programmée des équipages mis au point par Deke Slayton, Collins, dans la mesure où il fait partie de l'équipe de réserve de Gemini 7, est automatiquement désigné pilote de la mission Gemini 10. Gemini 7 est commandé par Frank Borman, que Collins connaît bien depuis leur passage à la base Edwards, avec James Lovell en tant que pilote. Collins tient à informer quotidiennement leurs épouses, respectivement Susan Borman et Marilyn Lovell, des progrès de la mission lors des deux semaines que dure celle-ci.
À la suite du succès de la mission Gemini 7, il est officiellement affecté le 24 janvier 1966 à la mission Gemini 10. John Young remplace White en tant que commandant car ce dernier travaille désormais sur le programme Apollo,. James Lovell et Buzz Aldrin sont désignés respectivement commandant et pilote de l'équipage de réserve. Les affectations sont bouleversées par le décès de l'équipage de la mission Gemini 9 — Charles Bassett et Elliot See — qui s'est écrasé durant un vol d'entraînement à bord d'un T-38 le 28 février 1966. Ces hommes sont remplacés pour la mission Gemini 9 par l'équipage de réserve composé de Thomas Stafford et Eugene Cernan. Cernan devient ainsi le deuxième des quatorze astronautes du groupe 3 à voler dans l'espace. Lovell et Aldrin deviennent leurs remplaçants ; Alan Bean et Clifton Williams prennent leur place en tant que remplaçants de la mission Gemini 10. Collins devient le 17e Américain et le 3e membre de son groupe à voler dans l'espace.
La formation de l'équipage de Gemini 10 est interrompue en mars lorsque Deke Slayton demande à Young, Collins et Williams de participer au comité de sélection d'un nouveau groupe d'astronautes. Chacun des trois astronautes représente son corps de rattachement, respectivement l'United States Navy, l'United States Air Force et l'United States Marine Corps. Le jury comprend également Alan Shepard et le concepteur du vaisseau spatial Maxime Faget ainsi que le responsable de l'entraînement des astronautes Warren J. North. Young proteste en vain contre cette participation qui leur fait perdre une semaine d'entraînement. La stricte application des critères d'âge, d'expérience de pilotage et de niveau de formation a réduit le nombre de candidats à 35. Le jury s'entretient avec chacun d'eux pendant une heure et qualifie 19 candidats. Collins est surpris lorsque Slayton choisit de les prendre tous. Slayton admettra plus tard qu'il éprouvait des doutes et qu'il disposait déjà d'un nombre suffisant d'astronautes pour le programme Apollo jusqu'au premier atterrissage de la Lune. Mais dans la mesure où il était prévu de réaliser jusqu'à trente missions après Apollo, le recrutement d'un aussi grand nombre d'astronautes lui semblait une mesure prudente. Sur les dix-neuf sélectionnés, dix ont une expérience de pilote d'essai et sept sont diplômés de l'école de formation des pilotes d'essais de l'Armée de l'Air (ARPS),,.

##### Gemini 10

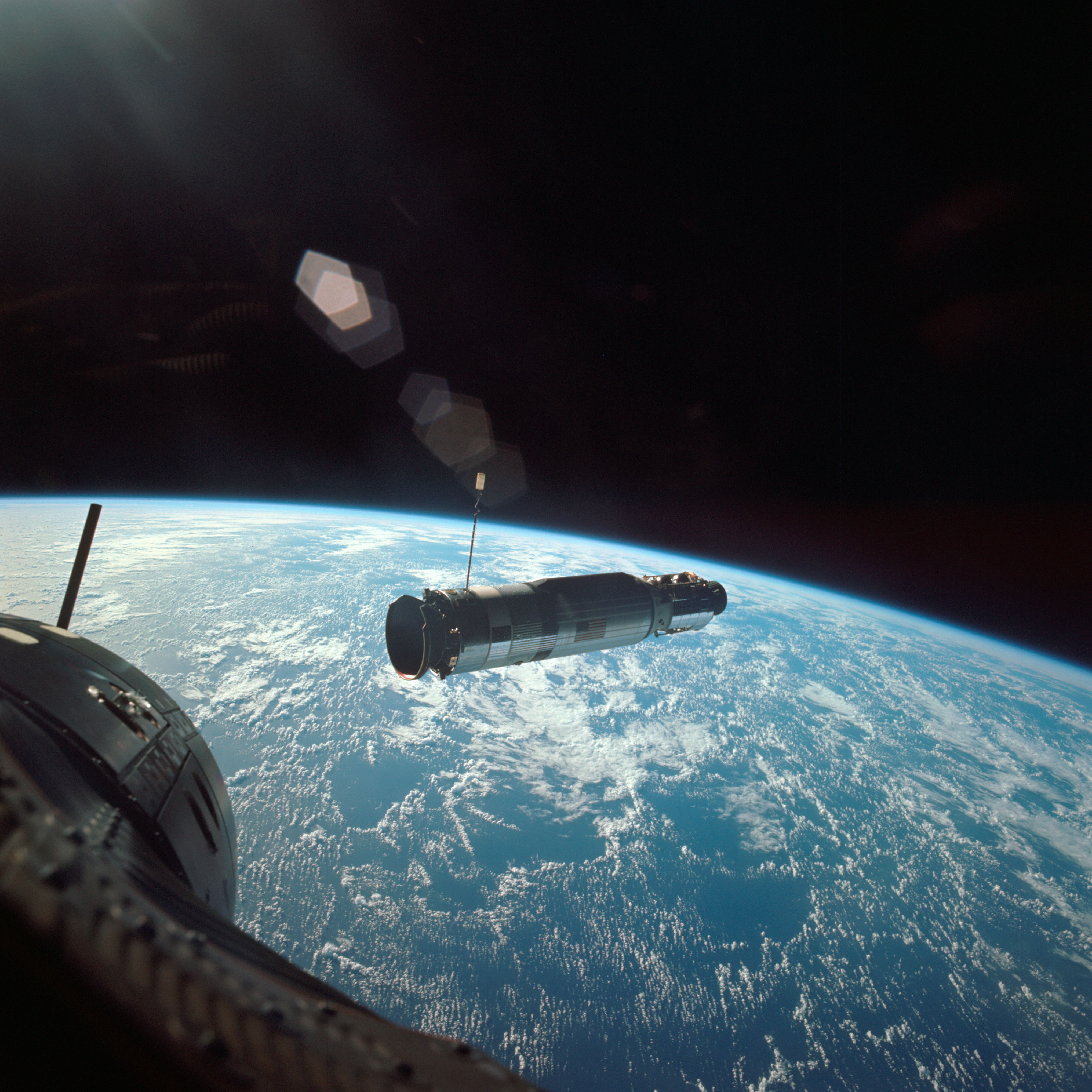
L'Agena photographiée par Gemini 10 le 18 juillet 1966.

Quinze expériences scientifiques sont effectuées lors de la mission Gemini 10, plus que toute autre mission Gemini à l'exception de Gemini 7, qui dure, elle, deux semaines. Après que la sortie extravéhiculaire de Gemini 9 eut rencontré des problèmes, les objectifs restants du programme doivent être atteints lors des trois derniers vols. Alors que le nombre total d'objectifs augmente, la difficulté de la sortie extravéhiculaire de Collins est considérablement réduite. Il n'y a pas de sac à dos ni d'unité de propulsion d'astronaute, comme c'était le cas pour Gemini 8.
Leur mission de trois jours leur demande d'accoster deux véhicules différents : l'Agena et le leur, d'entreprendre deux sorties extravéhiculaires et de réaliser quinze expériences différentes. L'entraînement se déroule sans encombre, au fur et à mesure que l'équipage apprend la complexité du rendez-vous spatial des sorties extravéhiculaires. Pour ce qui doit être la première sortie extravéhiculaire de l'histoire, l'entraînement traditionnel sous l'eau en faible pesanteur n'est pas effectué, principalement parce que Collins n'en a pas le temps. Pour s'entraîner avec le pistolet à azote, qui doit servir à sa propulsion, un lieu lui est consacré sous la forme d'une surface métallique lisse et glissante de la taille d'un ring de boxe.
Gemini 10 décolle du complexe de lancement no 19 de la base de lancement de Cap Canaveral le 18 juillet 1966. À son arrivée en orbite, le vaisseau se trouve à environ 1 600 kilomètres du véhicule cible Agena, lancé 100 minutes auparavant. Un rendez-vous spatial est mis en œuvre sur la quatrième orbite de Gemini 10 quelques dizaines de minutes après. Le plan de la mission prévoit de multiples amarrages avec Agena 10, mais une erreur de Collins lors de l'utilisation du sextant les force à consommer du carburant précieux, ce qui amène à réduire l'objectif pour économiser du carburant. Une fois amarré, le système de propulsion de l'Agena est activé pour permettre aux astronautes d'atteindre l'altitude de 764 kilomètres au-dessus de la Terre, battant le record de 475 kilomètres établi par la mission soviétique Voskhod 2.

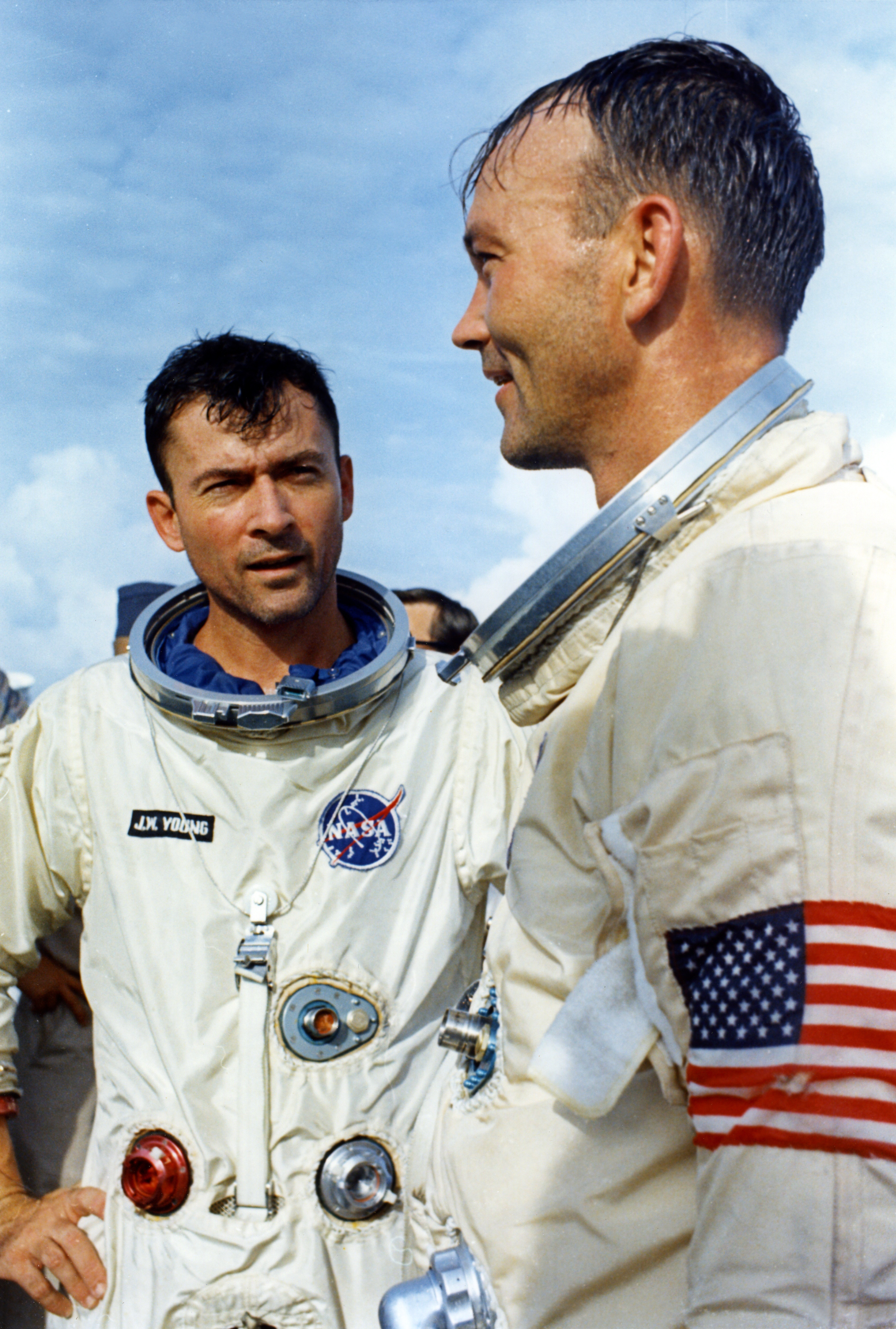
John Young et Michael Collins à bord du navire de récupération le 21 juillet 1966.

Une seconde utilisation du moteur Agena le 19 juillet les met sur la même orbite que l'Agena 8, lancée le 16 mars pour la mission Gemini 8. Pour sa première sortie extravéhiculaire, Collins ne quitte pas la capsule Gemini, mais reste debout à travers la trappe avec un dispositif qui ressemble à un sextant. Dans sa biographie, il indique qu'il se sentait à ce moment-là comme un dieu romain chevauchant le ciel sur son char. La sortie extravéhiculaire démarre du côté obscur de la Terre pour que Collins puisse prendre des photos de la Voie lactée. Ses yeux se mettent à pleurer, provoquant une fin précoce de la sortie. L'hydroxyde de lithium, qui est normalement utilisé pour extraire le dioxyde de carbone expiré de la cabine, a été introduit par erreur dans la combinaison spatiale des astronautes. Le compresseur à l'origine du problème est désactivé et un débit d'oxygène élevé est maintenu pour purger le système de contrôle de l'environnement.
Avant la deuxième sortie extravéhiculaire de Collins, le vaisseau Agena 10 est largué. Young positionne le vaisseau Gemini assez près d'Agena 8 pour que Collins puisse y accéder alors qu'il est attaché à un cordon de sécurité de 15 mètres. Collins se rend compte que cela prend beaucoup plus de temps que prévu, à l'instar de ce qu'avait expérimenté Cernan lors de sa sortie dans l'espace pour la mission Gemini 9. Il récupère une expérience d'études sur les micrométéorites de l'extérieur de la fusée et configure son propulseur de manœuvre à l'azote. Collins a du mal à rentrer dans son vaisseau et a besoin que Young le ramène grâce au cordon de sécurité.
Le duo poursuit ses expériences puis amerrit lors de la 43e révolution dans l'océan Atlantique le 21 juillet à 5,6 kilomètres du navire de récupération, le navire d'assaut amphibie USS Guadalcanal. Récupérés par hélicoptère pour arriver sur le Guadalcanal, Collins et Young ont réalisé presque tous les objectifs majeurs du vol. La technique d'accostage et une expérience de mesure n'ont pas été réalisées pour économiser du carburant ; le collecteur de micrométéorites a été perdu par erreur.

#### Programme Apollo
Peu de temps après la mission Gemini 10, Collins est affecté comme pilote du module lunaire (LMP) à l'équipe de réserve pour le deuxième vol habité Apollo, avec le commandant (CDR) Frank Borman et le pilote du module de commande (CMP) Thomas Stafford. En plus d'apprendre le nouveau module de commande et de service Apollo (CSM) et le module lunaire Apollo (LM), Collins suit également une formation en hélicoptère, considérée comme le meilleur moyen de simuler l'approche d'atterrissage du module lunaire. Après l'achèvement du programme Gemini, il est décidé d'annuler la mission Apollo 2, car le vol ne ferait que répéter celle de la mission Apollo 1. Stafford reçoit son propre équipage et William Anders est affecté à l'équipage de Borman.

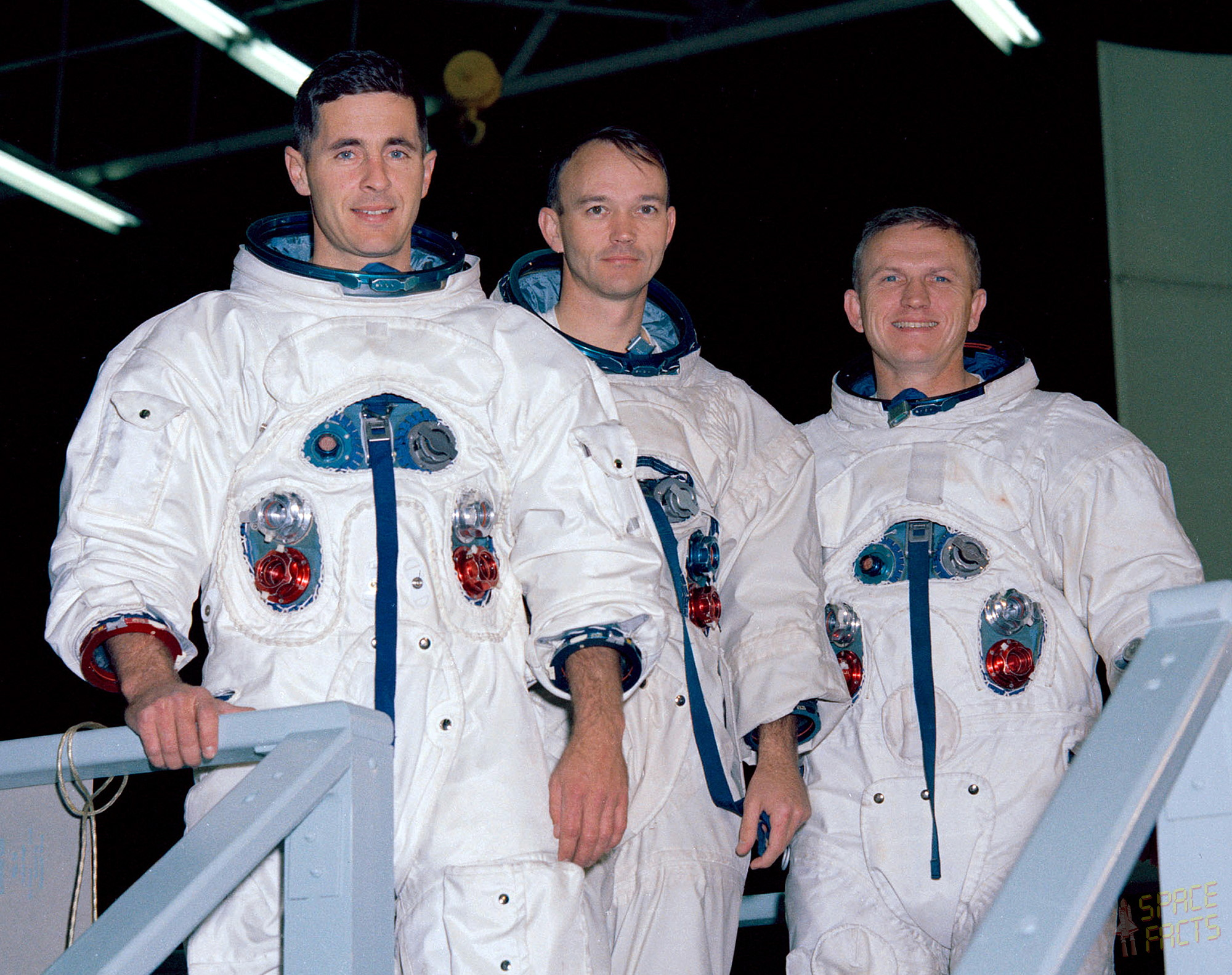
Collins entre William Anders et Frank Borman.

Deke Slayton avait en effet décidé qu'un commandant d'une mission Apollo devait être un astronaute expérimenté ayant déjà effectué une mission et que, sur les vols avec un module lunaire, le commandant devait également avoir une certaine expérience de vol spatial, chose qu'Anders n'a pas encore. Collins est donc transféré à la position de CMP de la mission Apollo 8 et Anders devient le pilote du module lunaire. La politique change pour que le CMP devienne le membre le plus expérimenté de l'équipage et qu'il commande ensuite des missions Apollo.
Les réunions du personnel ayant toujours lieu les vendredis au Bureau des astronautes, c'est là que Collins se retrouve le 27 janvier 1967. Don Gregory dirige la réunion en l'absence d'Alan Shepard. C'est donc lui qui répond au téléphone rouge pour être informé qu'un incendie s'est déclaré dans la capsule d'Apollo 1 lors d'un exercice. Les trois astronautes, Virgil Grissom, Edward White et Roger B. Chaffee y trouvent la mort. Collins se rend alors chez les Chaffee pour informer Martha Chaffee que son mari est mort.

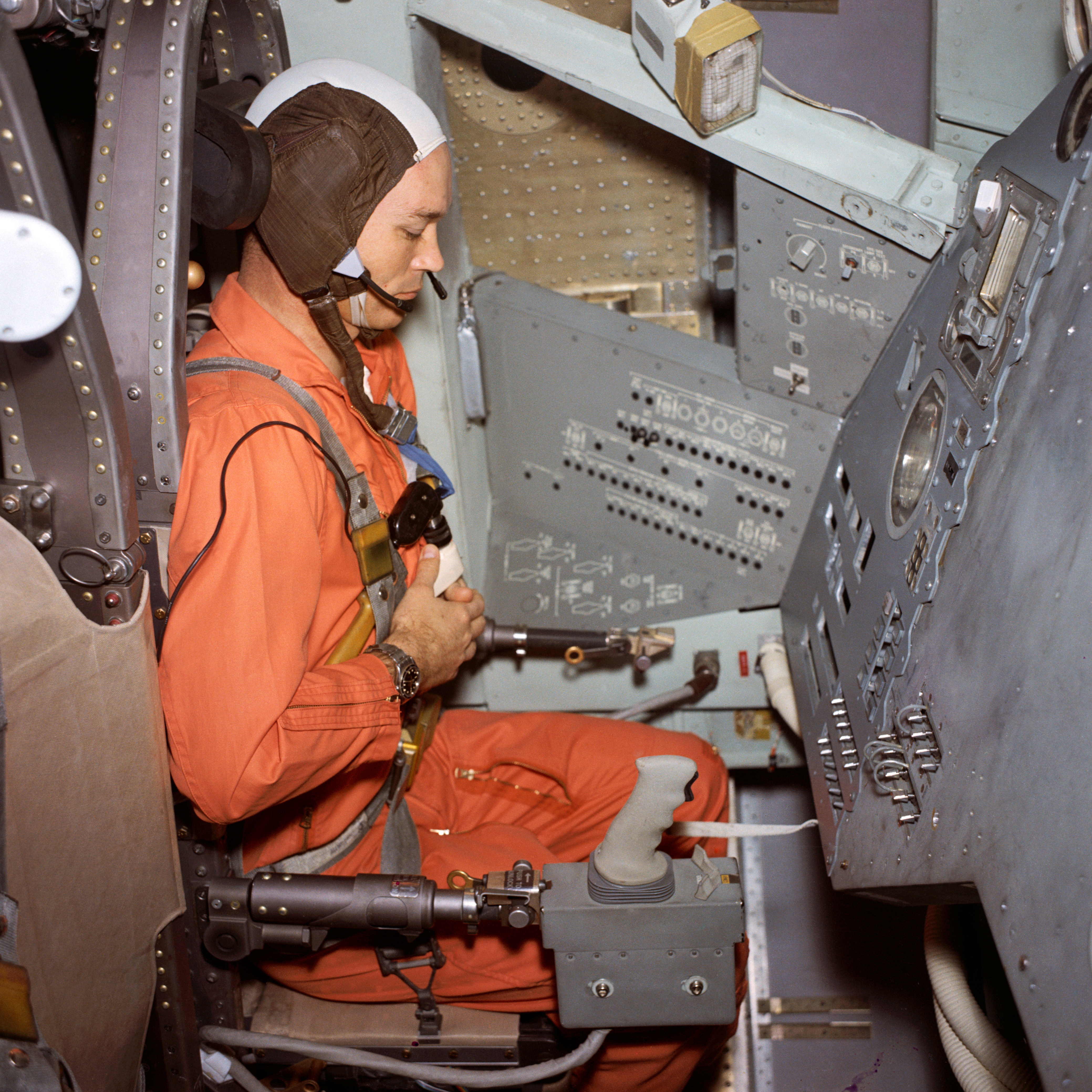
Michael Collins pendant un exercice en centrifugeuse en 1969.

Collins et David Scott sont envoyés par la NASA au Salon international de l'aéronautique et de l'espace de Paris-Le Bourget en mai 1967. Ils y rencontrent les cosmonautes Pavel Beliaïev et Konstantin Feoktistov avec lesquels ils boivent de la vodka sur le Tupolev Tu-134 des Soviétiques. Collins trouve intéressant que certains cosmonautes s'entraînent au pilotage d'hélicoptère, à l'instar de leurs homologues américains, et Beliaïev déclare qu'il espère effectuer prochainement un vol circumlunaire. Les épouses des astronautes les accompagnent pendant le voyage ; Collins et son épouse Pat sont quelque peu forcés par la NASA et leurs amis de se rendre dans l'est de la France près de la base aérienne de Chaumont-Semoutiers où ils s'étaient mariés dix ans auparavant. Là, ils découvrent qu'une cérémonie de mariage symbolique a été organisée pour eux, dix ans après la première dans cette région,.
En 1968, Collins remarque qu'il a une gêne à ses jambes, d'abord lors de parties de handball — l'un de ses passe-temps avec la pêche — puis lorsqu'il descend les escaliers. En effet, son genou cède presque. Sa jambe gauche a également des sensations inhabituelles selon la température de l'eau lorsqu'il se baigne. À contrecœur, il demande un avis médical et le diagnostic est une hernie discale cervicale nécessitant la fusion de deux vertèbres. L'opération chirurgicale est réalisée à l'hôpital Wilford Hall de la base aérienne de Lackland au Texas. Le temps de récupération prévu est de trois à six mois et il passe trois mois dans une minerve. Il est également retiré de l'équipe principale d'Apollo 9 et James Lovell quitte sa place de réserviste pour le remplacer. Lorsque l'objectif de la mission Apollo 8, une mission avec les modules de commande et de service et lunaire en orbite terrestre haute, est remplacé par un vol autour de la Lune uniquement avec le module de commande et de service seulement, les équipages principaux et de réserve d'Apollo 8 et 9 s'interchangent.

##### Apollo 8
S'étant entraîné pour cette mission, Collins devient un Capsule Communicator (CAPCOM) d'Apollo 8, c'est-à-dire un astronaute stationné au centre de contrôle de mission et chargé de communiquer directement avec l'équipage lors d'une mission. Il couvre la phase de lancement jusqu'à l'injection trans-lunaire, c'est-à-dire la propulsion finale vers la Lune. La mission est une réussite avec le premier vol habité circumlunaire, un préalable à un alunissage.

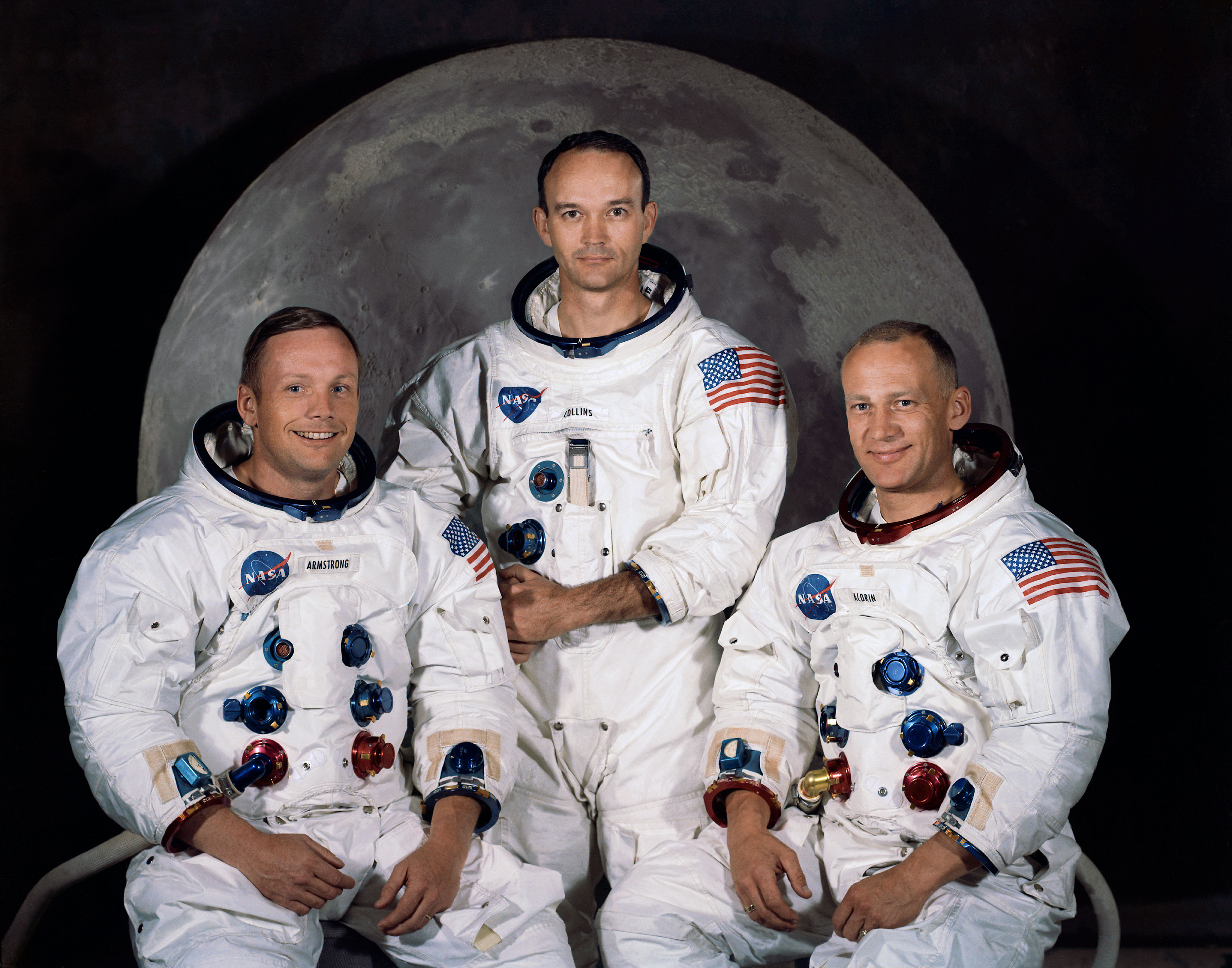
L'équipage d'Apollo 11 avec Neil Armstrong, Collins et Buzz Aldrin.

L'annonce de l'équipage d'Apollo 11 est faite par la suite : il sera composé de Neil Armstrong, Buzz Aldrin et Collins. À ce moment-là, en janvier 1969, il n'est pas certain que ce soit l'équipage qui tenterait un alunissage puisque cela dépend du succès des missions Apollo 9 et Apollo 10 avec le module lunaire.
La mission Apollo 10 de mai 1969 permet une répétition générale et valide la faisabilité d'un alunissage en préparation d'Apollo 11.

##### Apollo 11
Compte tenu de son rôle de pilote du vaisseau Apollo, Collins suit un entraînement très différent de celui d'Armstrong ou d'Aldrin qui, eux, doivent principalement se préparer à l'utilisation du module lunaire et aux sorties extravéhiculaires à la surface de la Lune. Lorsque Armstrong et Aldrin ne s'entraînent pas avec lui, Collins utilise des simulateurs, participe à l'adaptation des combinaisons spatiales que portera l'équipage, s'entraîne en centrifugeuse pour simuler la rentrée dans l'atmosphère sous une décélération de 10 g et s'exerce aux manœuvres d'amarrage entre le vaisseau Apollo et le module lunaire sur un simulateur installé au centre de recherche Langley en Virginie. Comme il doit jouer un rôle central dans la manœuvre de rendez-vous avec le module lunaire lorsque celui-ci revient de son excursion lunaire, Collins rédige un document de 117 pages décrivant dix-sept scénarios de rendez-vous différents incluant l'échec de l'atterrissage du module lunaire ou un décollage de la Lune avant ou après l'heure prévue.

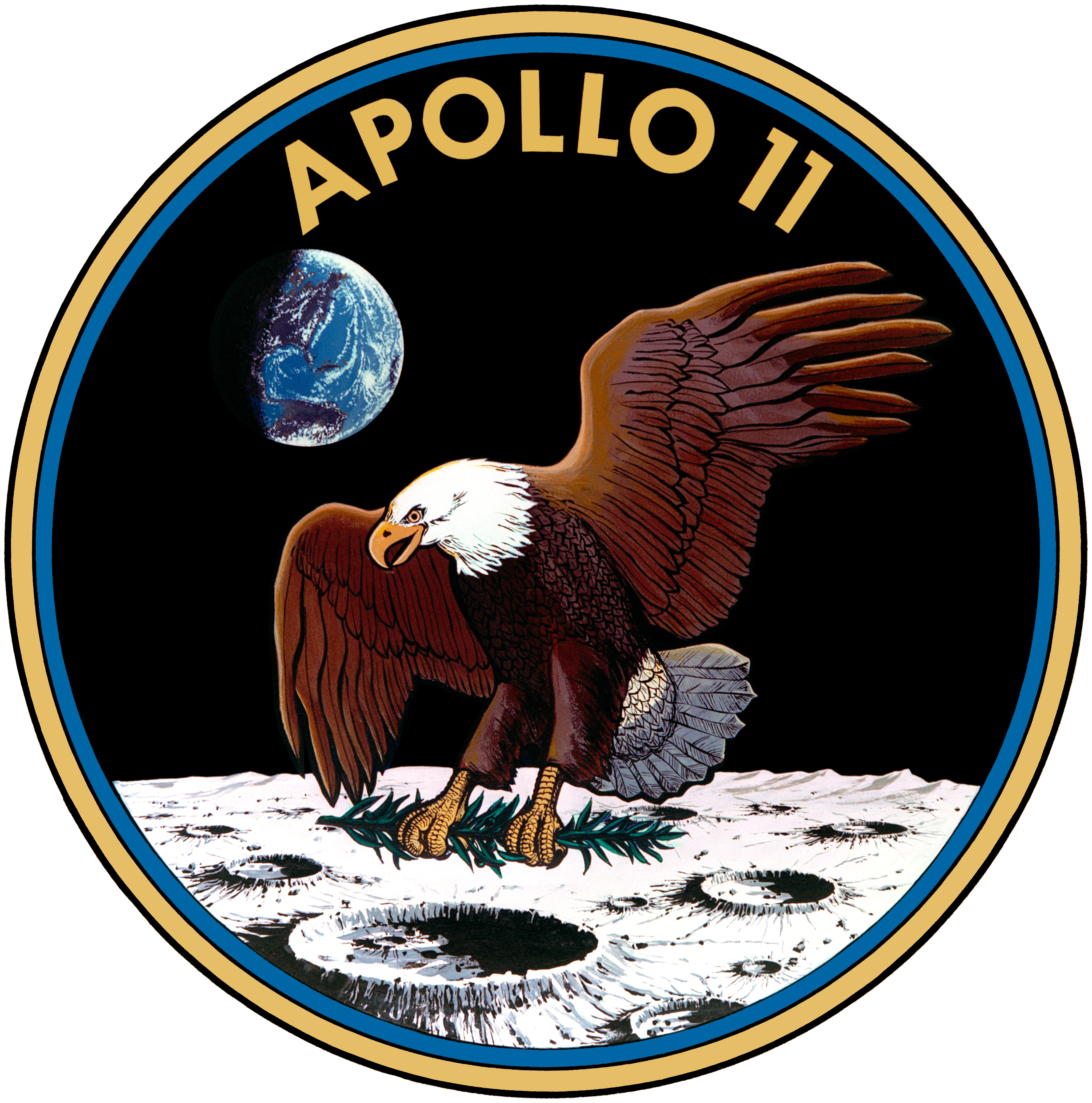
L'emblème de la mission Apollo 11 imaginé par Collins.

L'emblème de la mission d'Apollo 11 est imaginé par Collins. James Lovell, commandant de réserve, propose d'y inclure l'aigle, le Pygargue à tête blanche symbole des États-Unis. Collins adopte cette idée et choisit une illustration de l'artiste Walter Weber figurant dans un livre de la National Geographic intitulé Water, Prey, and Game Birds of North America. Il copie le dessin de l'aigle en ajoutant en dessous la surface de la Lune et en arrière-plan la Terre. L'ajout d'une branche d'olivier, symbole de paix, est proposée par un informaticien travaillant sur le simulateur de vol. L'indicatif d'appel Columbia utilisé pour désigner, dans les communications radio, l'équipage du module de commande et de service de la mission est proposé par Julian Scheer, l'administrateur adjoint aux affaires publiques de la NASA. Il propose ce nom à Collins dans une conversation et Collins ne trouve rien de mieux,.
Durant l'entraînement de l'équipage d'Apollo 11, Collins déclare à Deke Slayton qu'il ne souhaite plus voler si la mission Apollo 11 réussit. Slayton lui propose néanmoins de l'inscrire dans le rôle des futurs équipages. Collins aurait presque certainement servi de commandant de l'équipage de réserve de la mission Apollo 14 puis de commandant de la mission Apollo 17. Ce dernier poste sera finalement confié à Eugene Cernan,,.

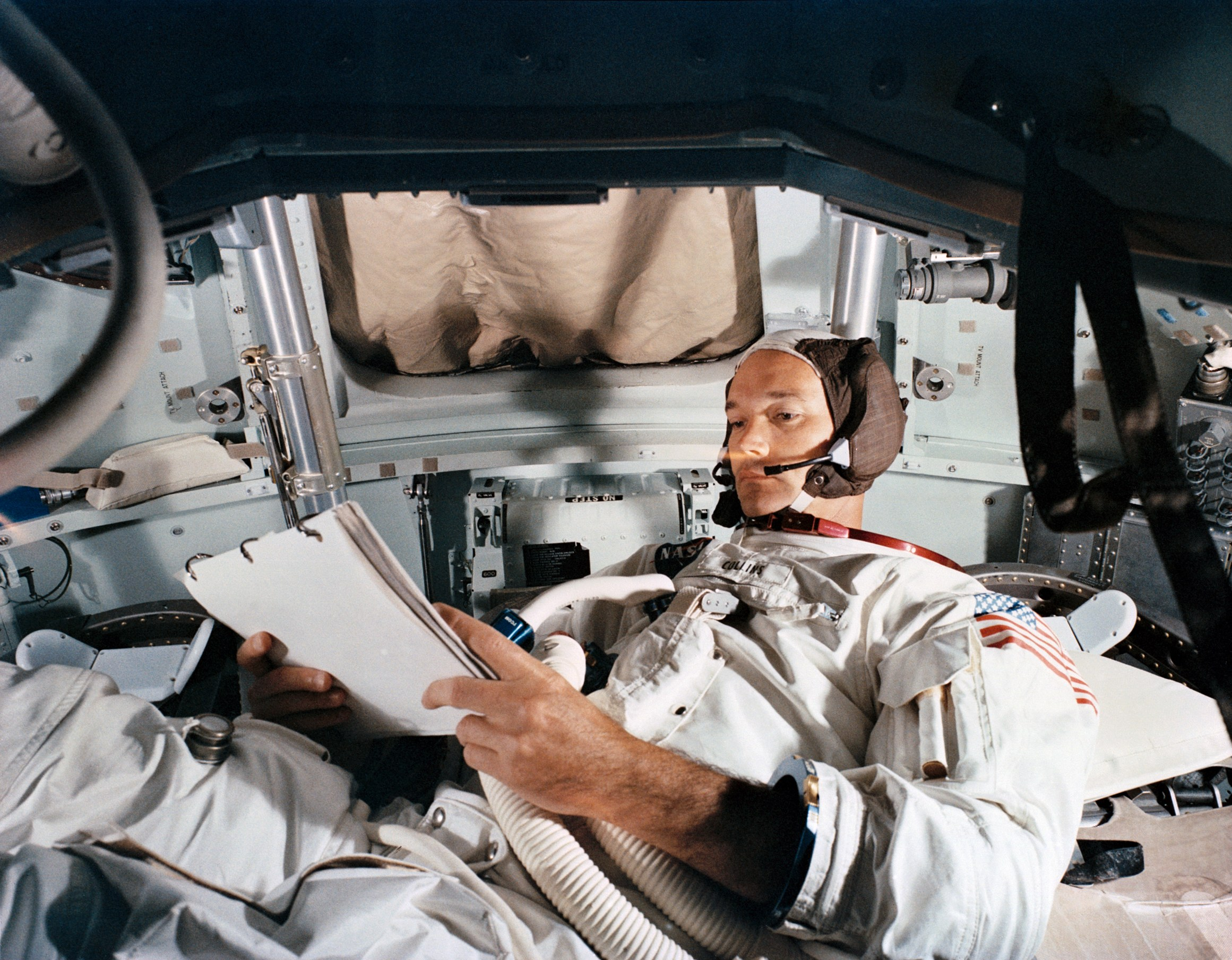
Collins dans le module de commande et de service lors d'une simulation en 1969.

Un million de spectateurs assiste au lancement de la mission Apollo 11 depuis les autoroutes et les plages situées à proximité du site de lancement de la base de lancement de Cap Canaveral. Le lancement est également diffusé à la télévision en direct dans 33 pays, avec environ 25 millions de téléspectateurs rien qu'aux États-Unis. Des millions d'autres personnes écoutent des émissions de radio racontant le lancement,. Propulsé par une fusée Saturn V, Apollo 11 décolle du complexe de lancement 39 le 16 juillet 1969 et entre en orbite terrestre. Après une orbite et demie, le moteur du troisième étage de la fusée, le S-IVB, pousse l'engin spatial sur sa trajectoire en direction de la Lune. Des manœuvres de transposition, d'amarrage et d'extraction sont réalisées. Elles consistent à séparer le module de commande et de service Columbia de l'étage S-IVB usé, à faire une demi-révolution et à s'amarrer avec le module lunaire Eagle. Le vaisseau spatial combiné se dirige ensuite vers la Lune.
Le 19 juillet, Apollo 11 passe derrière la Lune et lance son moteur de propulsion de service pour entrer en orbite lunaire. Durant les trente orbites qui suivent, l’équipage voit le site de leur futur alunissage au sud de la mer de la Tranquillité à environ 19 kilomètres au sud-ouest du cratère Sabine D (futur cratère Collins, en honneur de l'astronaute). Le 20 juillet, Buzz Aldrin et Neil Armstrong entrent dans Eagle et commencent les derniers préparatifs en vue de la descente lunaire. Lorsque le module lunaire est séparé du Columbia, Collins, désormais seul à bord de celui-ci, inspecte Eagle afin de s'assurer que l'engin n'est pas endommagé et que le train d'atterrissage est correctement déployé avant de se diriger vers la surface,.

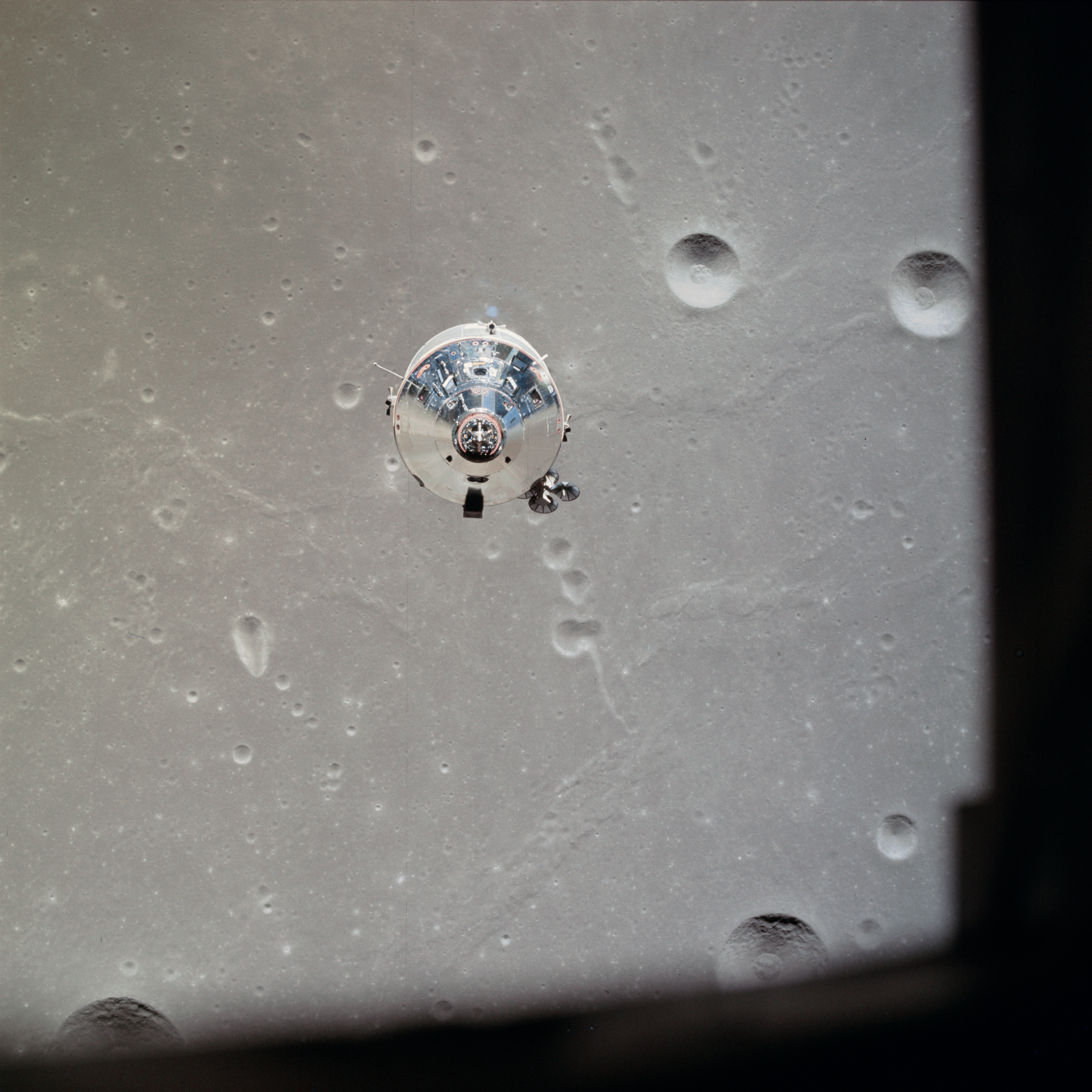
Columbia en orbite lunaire, photographié du module lunaire Eagle.

Durant son vol en solo autour de la Lune, Collins ne se sent jamais seul. Bien qu'il ait été décrit comme « la personne la plus solitaire sur et en dehors de la planète » ou que « [personne] depuis Adam n'a jamais connu une telle solitude » — quand le module de commande vole au-dessus de la face cachée de la Lune, il est à au moins 3 200 kilomètres de ses collègues astronautes, et à plus de 350 000 kilomètres du reste de la population terrestre —, Collins s'est senti très impliqué dans la mission. Dans son autobiographie, il est conscient de son rôle et écrit « cette entreprise a été structurée pour trois hommes et je considère que mon tiers était aussi nécessaire que les deux autres ». Pendant les 48 minutes de chaque orbite où il n'est pas en contact radio avec la Terre, plus qu'éprouver de la solitude, il décrit « la conscience, l'anticipation, la satisfaction, la confiance [et] presque l'exultation ». Dans son journal de bord, il écrira à ce sujet qu'il « représentait la vie à lui tout seul » et que « ce sentiment lui plaisait ». Après avoir passé tant de temps avec le module de commande et de service, Collins se sent obligé de laisser son empreinte, alors, au cours de la deuxième nuit suivant leur retour de la Lune, il se rend dans la baie inférieure d'équipement et écrit : « Vaisseau spatial 107 — alias Apollo 11 — alias Columbia. Le meilleur navire qui puisse franchir la ligne. Dieu le bénisse. Michael Collins, CMP »,,.
Dans un entretien accordé au Guardian en juillet 2009, Collins révèle qu'il était très inquiet pour la sécurité d'Armstrong et d'Aldrin. Il craignait également que leur mort sur la Lune ne l'oblige à retourner sur Terre et, en tant que seul survivant de la mission, à être considéré comme « un homme marqué à vie ».
Le 21 juillet, Eagle quitte la Lune pour rejoindre Collins à bord du Columbia en orbite lunaire. Après le rendez-vous spatial avec Columbia, ce dernier revient sur Terre. Lors du cinquantenaire de la mission Apollo 11 en 2019, il déclare : « J'aurais préféré marcher sur la Lune, mais cela me semblait une distinction triviale à l'époque. J'étais très heureux de mes responsabilités sur le vol ».

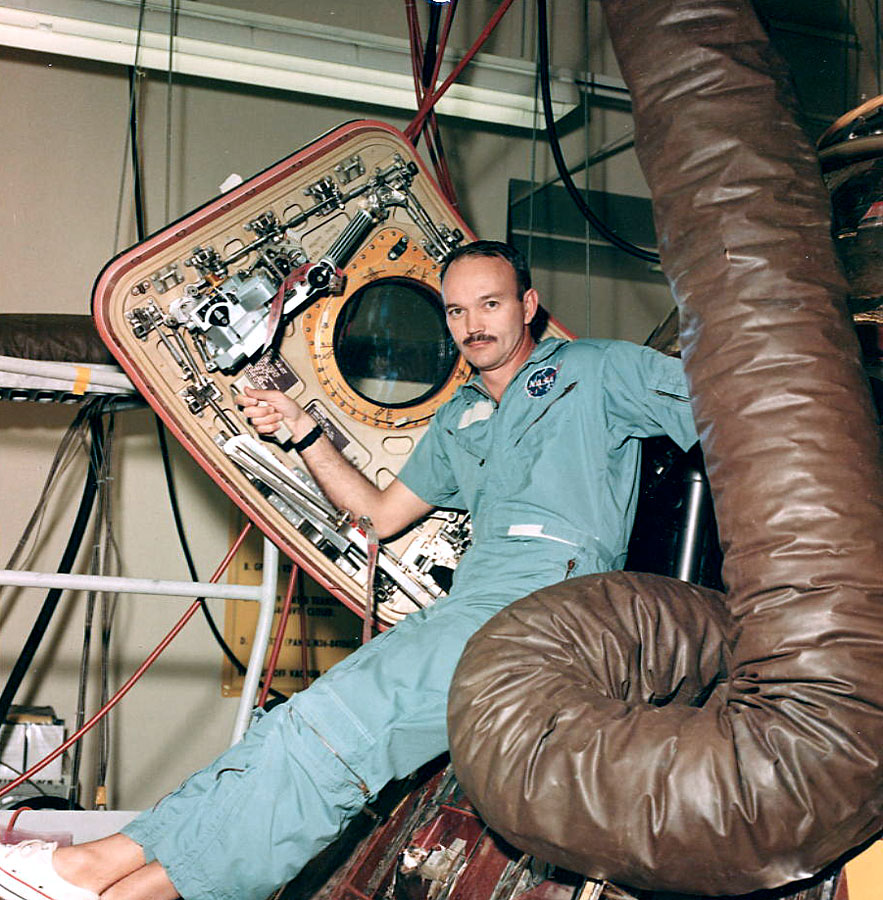
Collins assis sur l'écoutille du module de commande et de service d'Apollo 11 peu après son retour sur Terre.

Columbia amerrit dans l'océan Pacifique le 26 juillet à 2 660 kilomètres à l'Est de l'atoll de Wake,. La durée totale de la mission est de plus de 195 heures. Les plongeurs chargés de leur récupération passent des vêtements d'isolation biologique aux astronautes et les aident à monter dans leur pneumatique. Bien que la possibilité de ramener des agents pathogènes de la surface lunaire soit considérée comme faible, c'est une possibilité. Les astronautes sont treuillés à bord de l'Helicopter 66 de récupération et transportés à bord du porte-avions USS Hornet où ils commencent 21 jours de quarantaine.
Le 13 août, les trois astronautes participent aux défilés en leur honneur à New York, Chicago et Los Angeles. Le même soir, à Los Angeles, un dîner officiel est organisé pour célébrer le vol. Des membres du Congrès des États-Unis, les 44 gouverneurs, le président de la Cour suprême des États-Unis et des ambassadeurs de 83 pays différents se rendent à l'hôtel Century Plaza. Cette célébration marque le début d'une tournée de 45 jours, qui mène les astronautes dans 25 pays étrangers et qui comprend des visites de personnalités telles que la reine Élisabeth II du Royaume-Uni ou le pape Paul VI. De nombreuses nations honorent le premier alunissage humain avec des articles spéciaux dans des magazines ou en émettant des timbres-poste commémoratifs ou des pièces de monnaie en l'honneur d'Apollo 11.
À l'issue de ces deux missions, Collins a séjourné 266 heures dans l'espace dont 1 heure et 27 minutes de sorties extravéhiculaires,.

Photographies de la mission Apollo 11
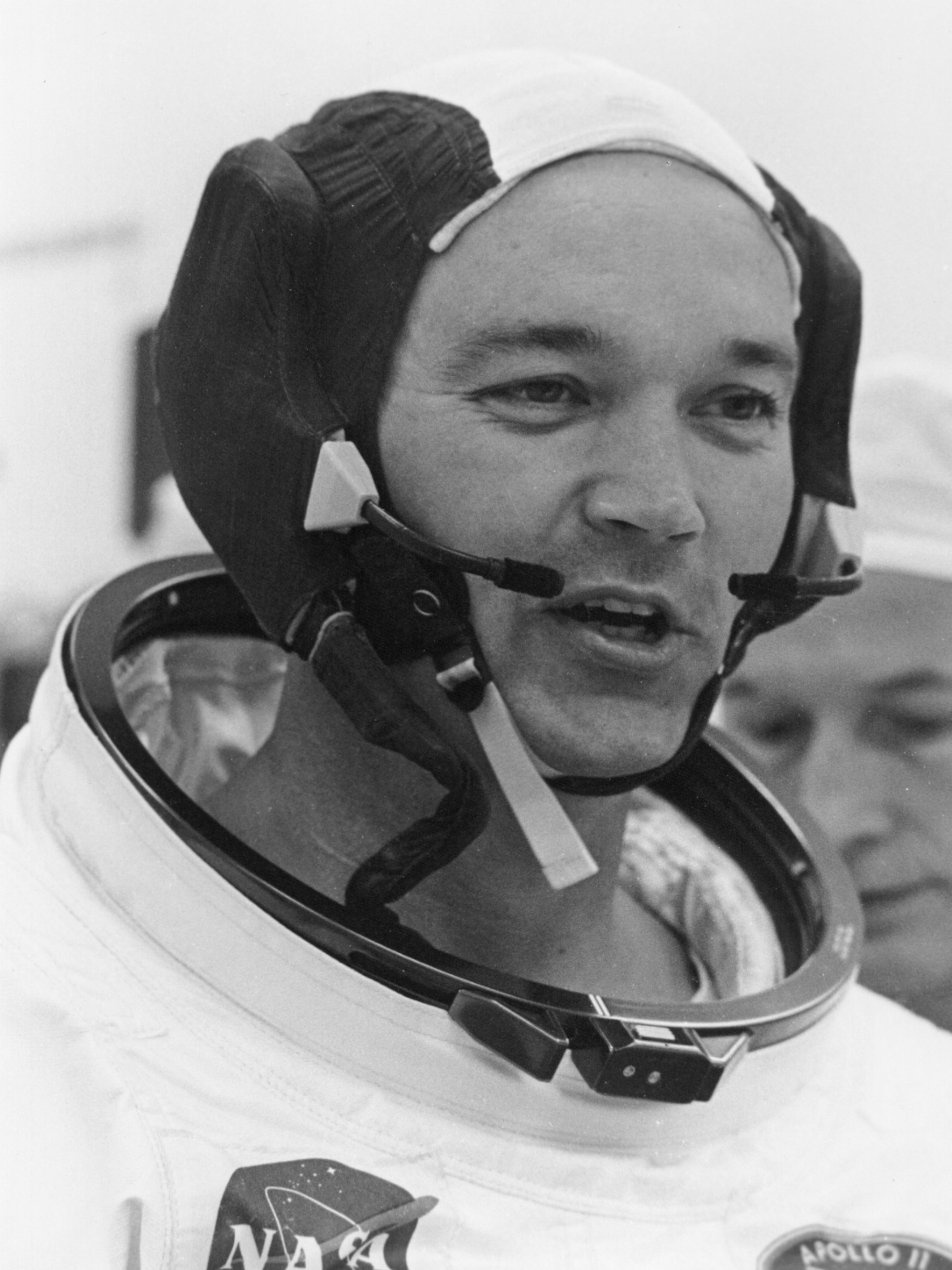
Michael Collins le 16 juillet 1969.
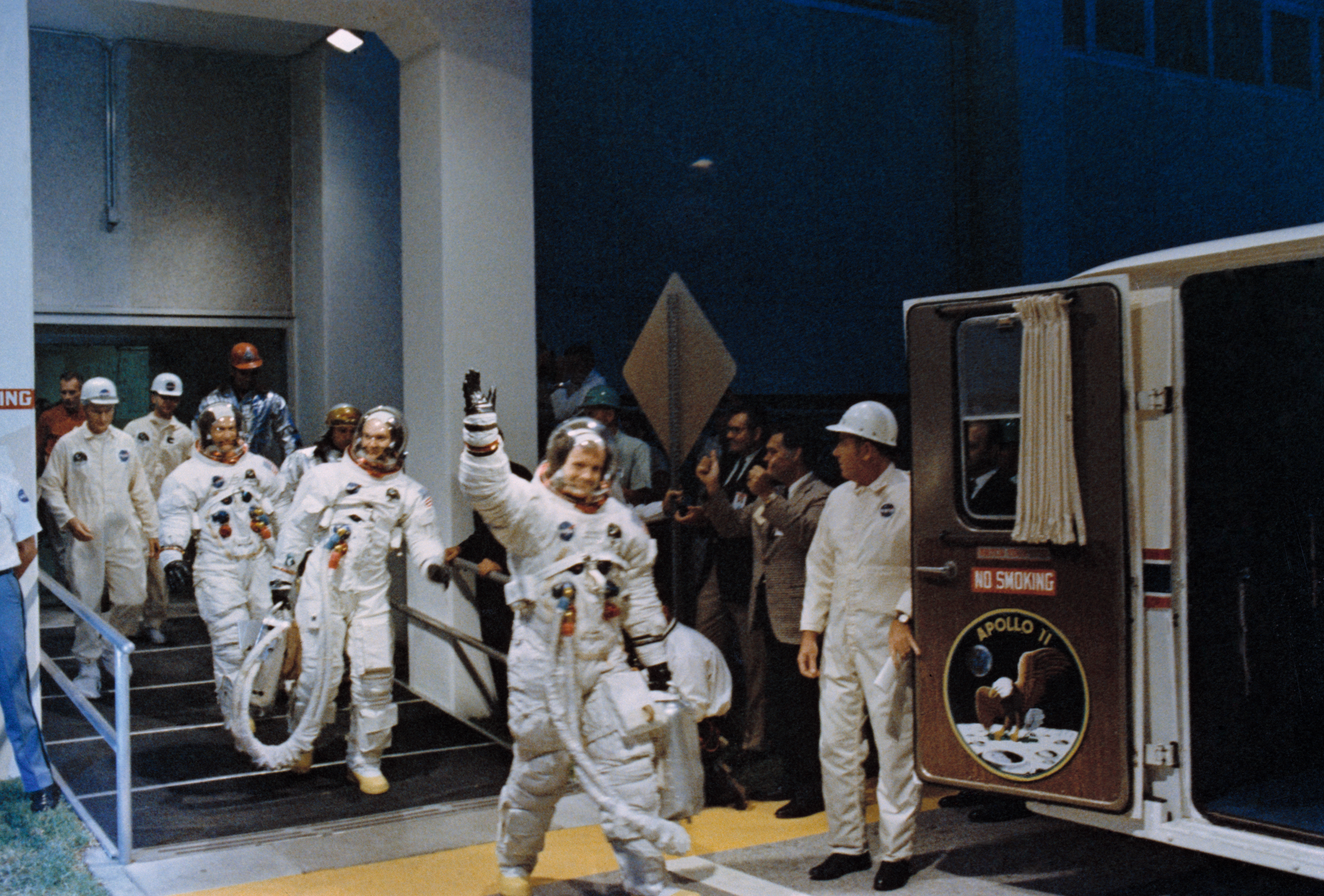
Les astronautes d'Apollo 11 en route vers leur fusée le 16 juillet 1969.
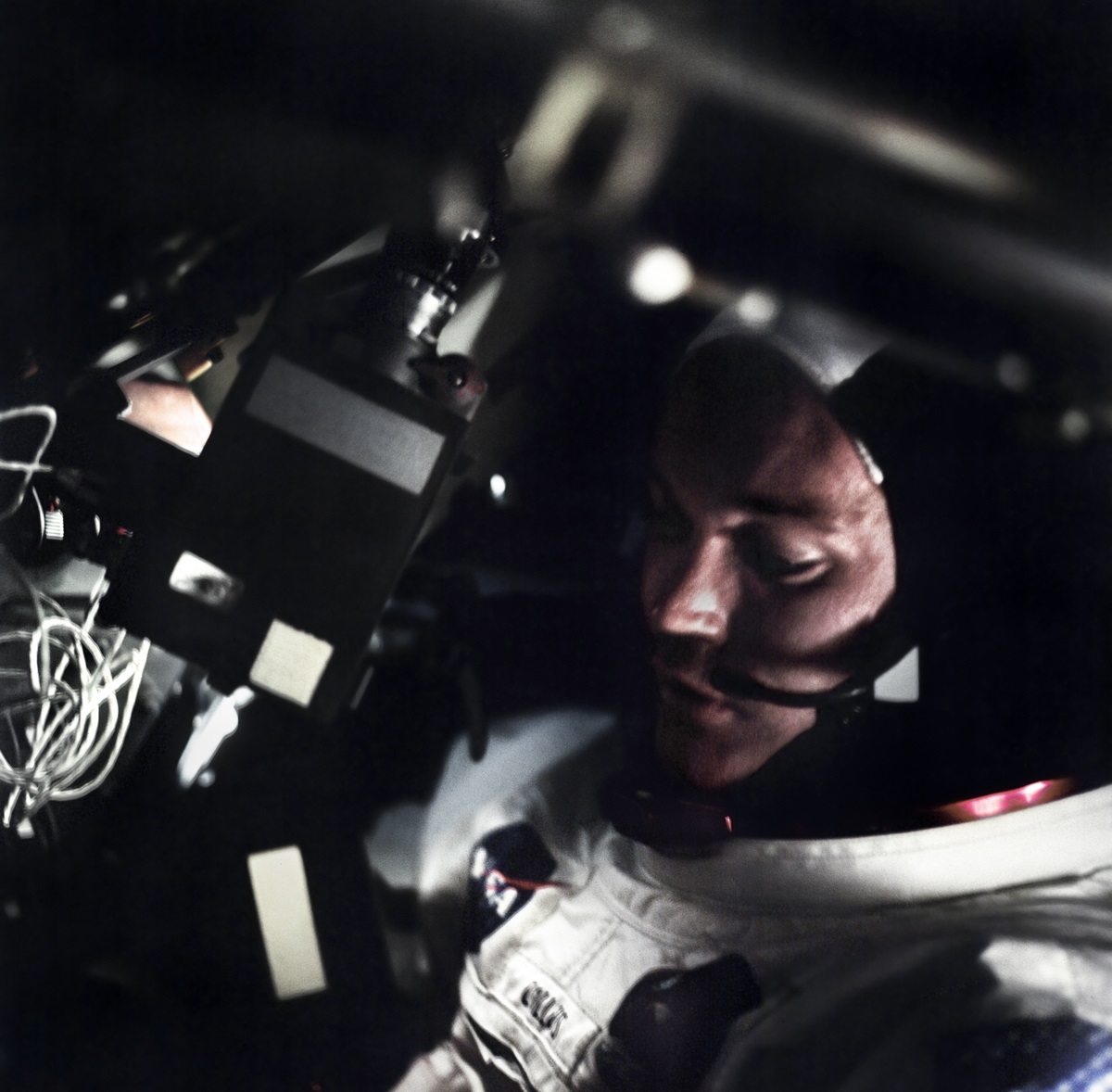
Michael Collins dans le module de commande et de service le 16 juillet 1969.
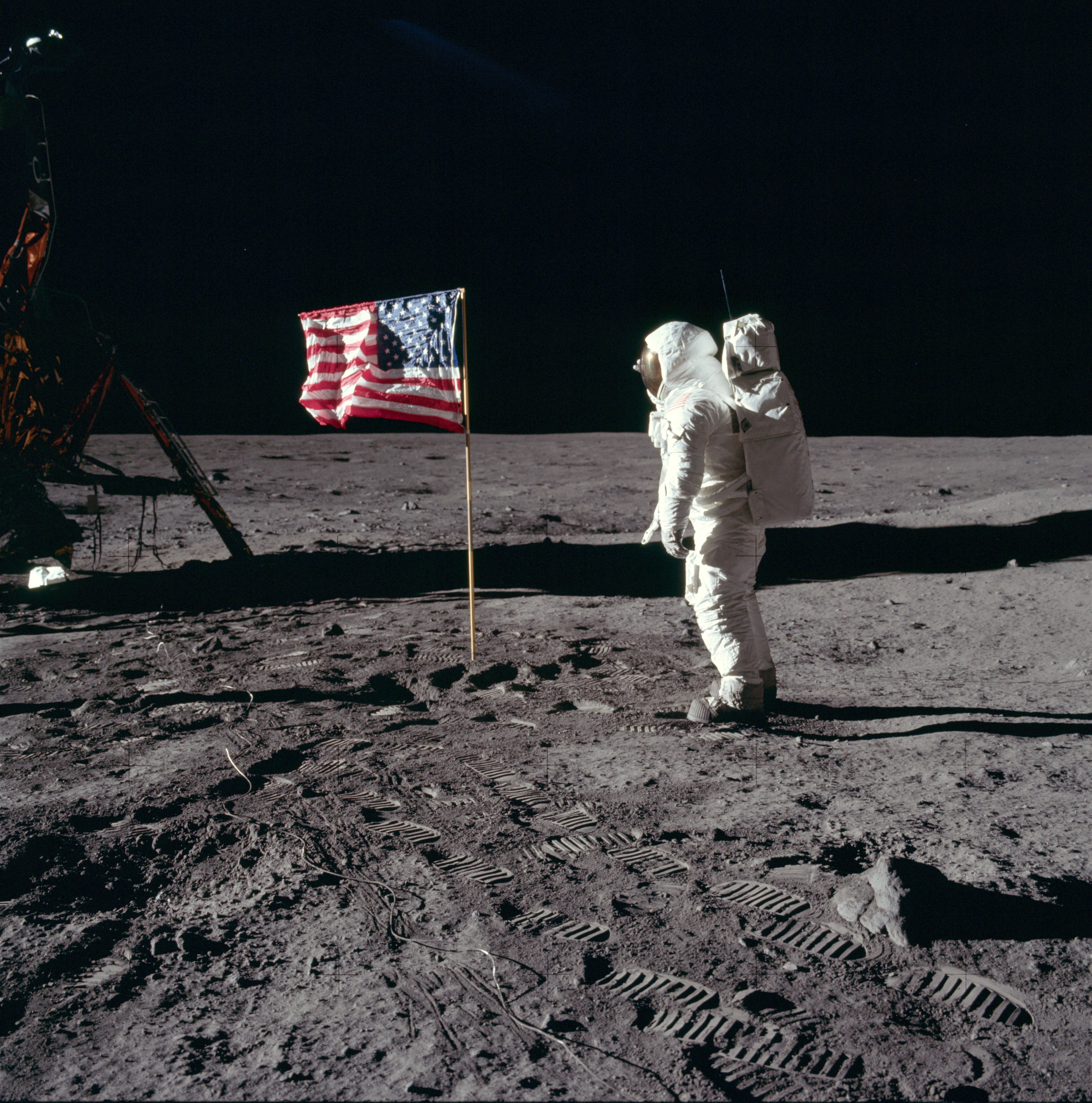
Buzz Aldrin saluant le drapeau des États-Unis sur la Lune le 20 juillet 1969.
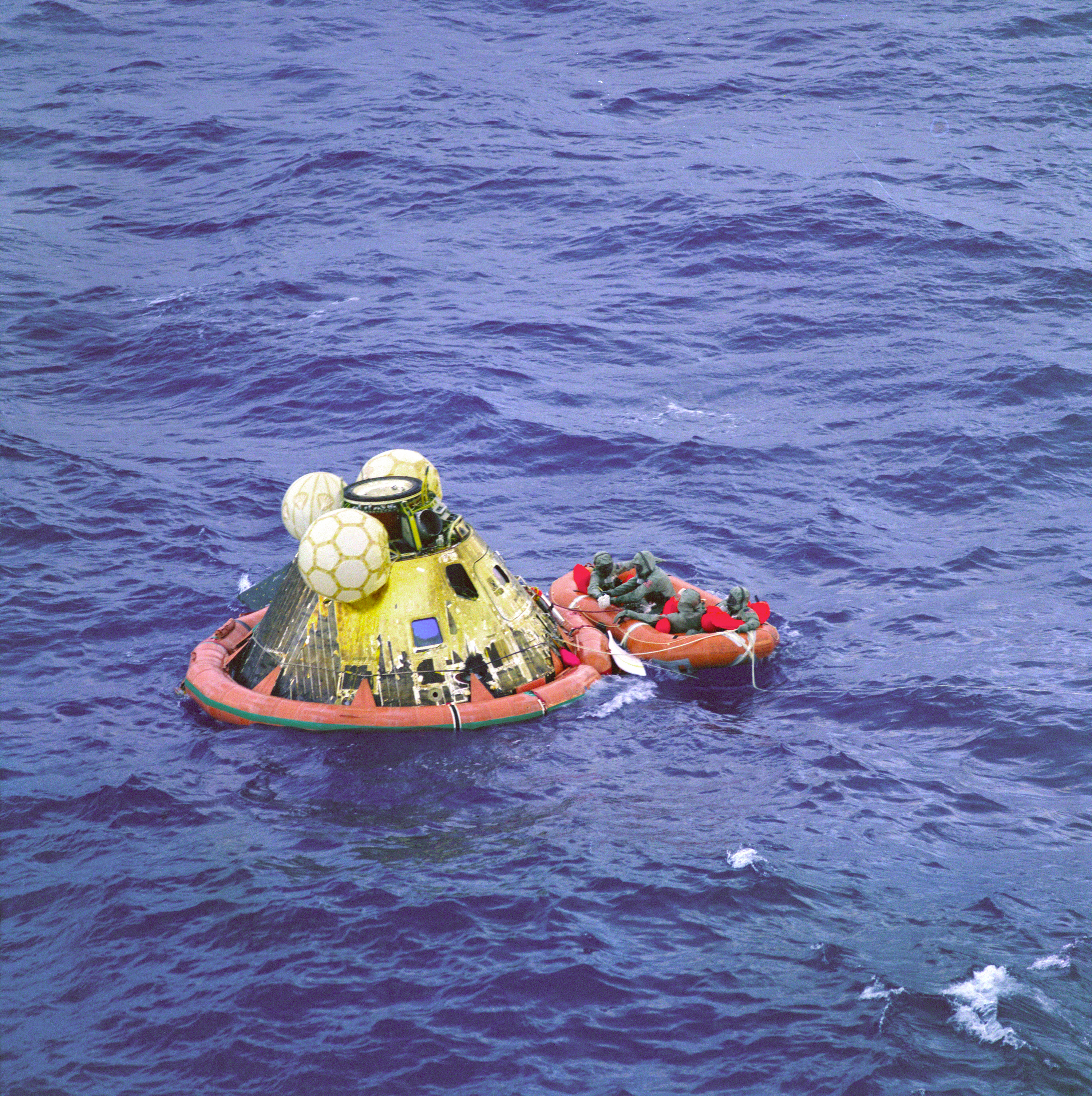
La récupération des astronautes dans l'océan Pacifique le 24 juillet 1969.
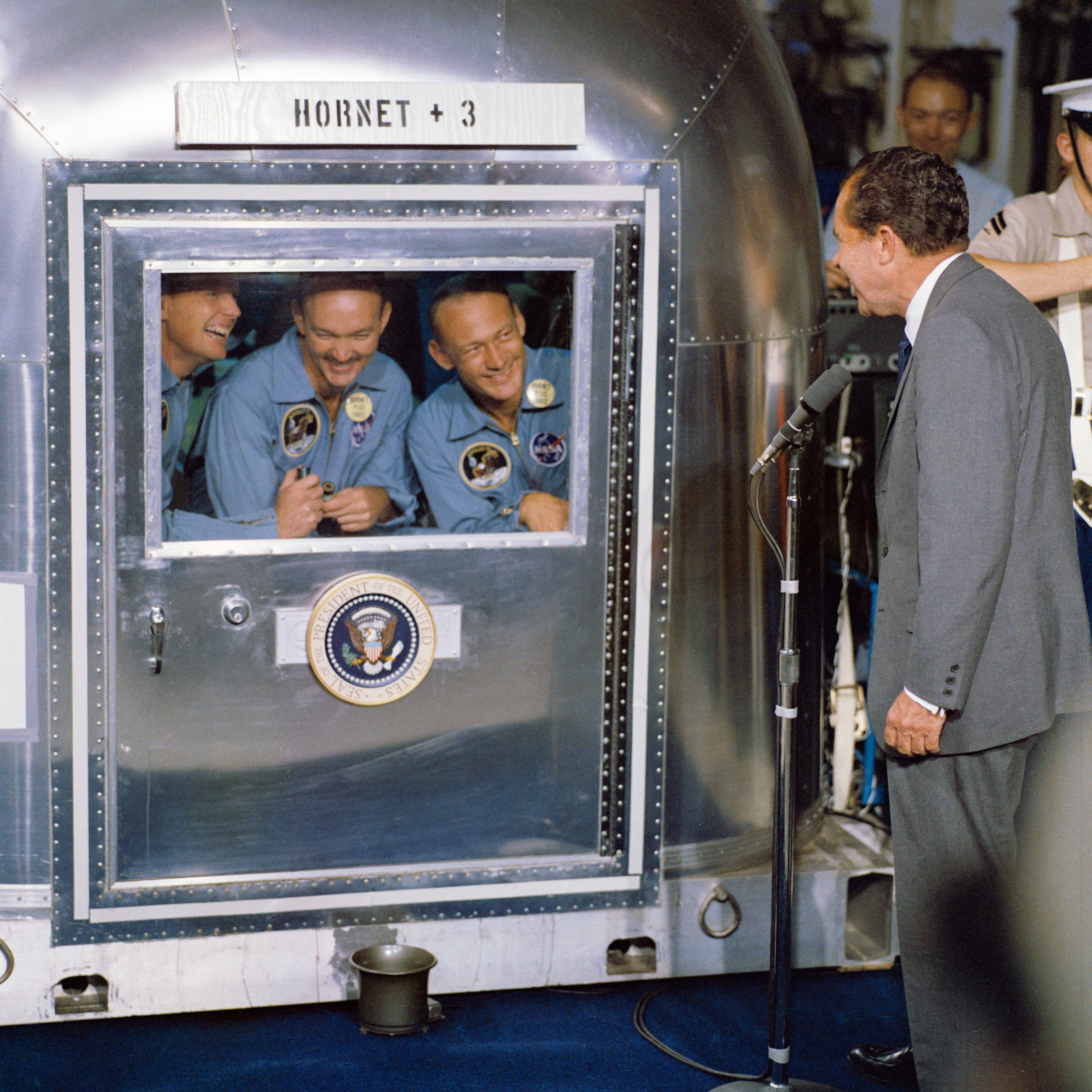
À bord du USS Hornet, le président des États-Unis Richard Nixon parlant avec les astronautes d'Apollo 11 dans leur confinement de quarantaine mobile le 24 juillet 1969.
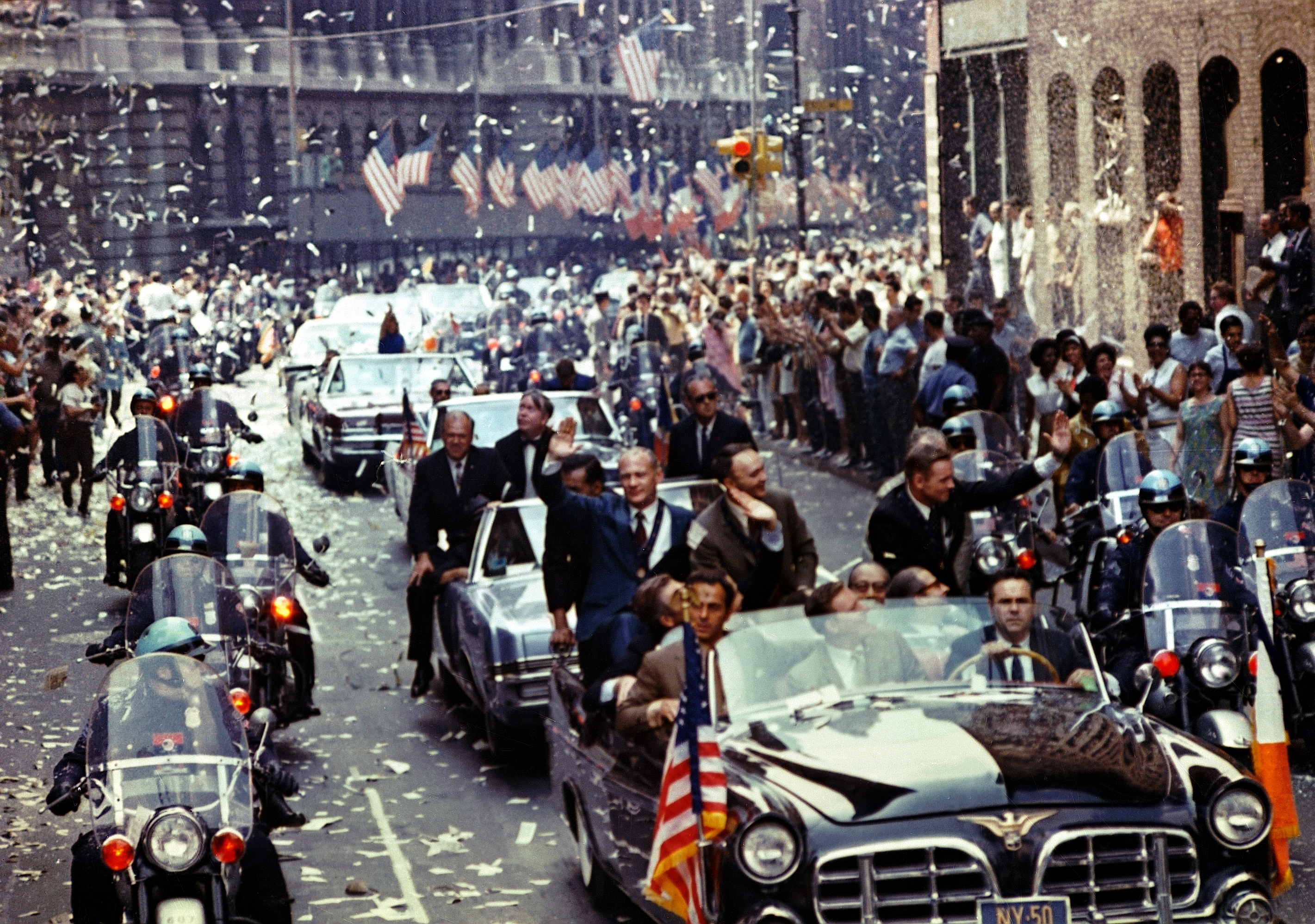
Les astronautes d'Apollo 11 lors de la parade de New York du 13 août 1969.

### Carrière postérieure

#### Secrétaire d'État adjoint aux affaires publiques

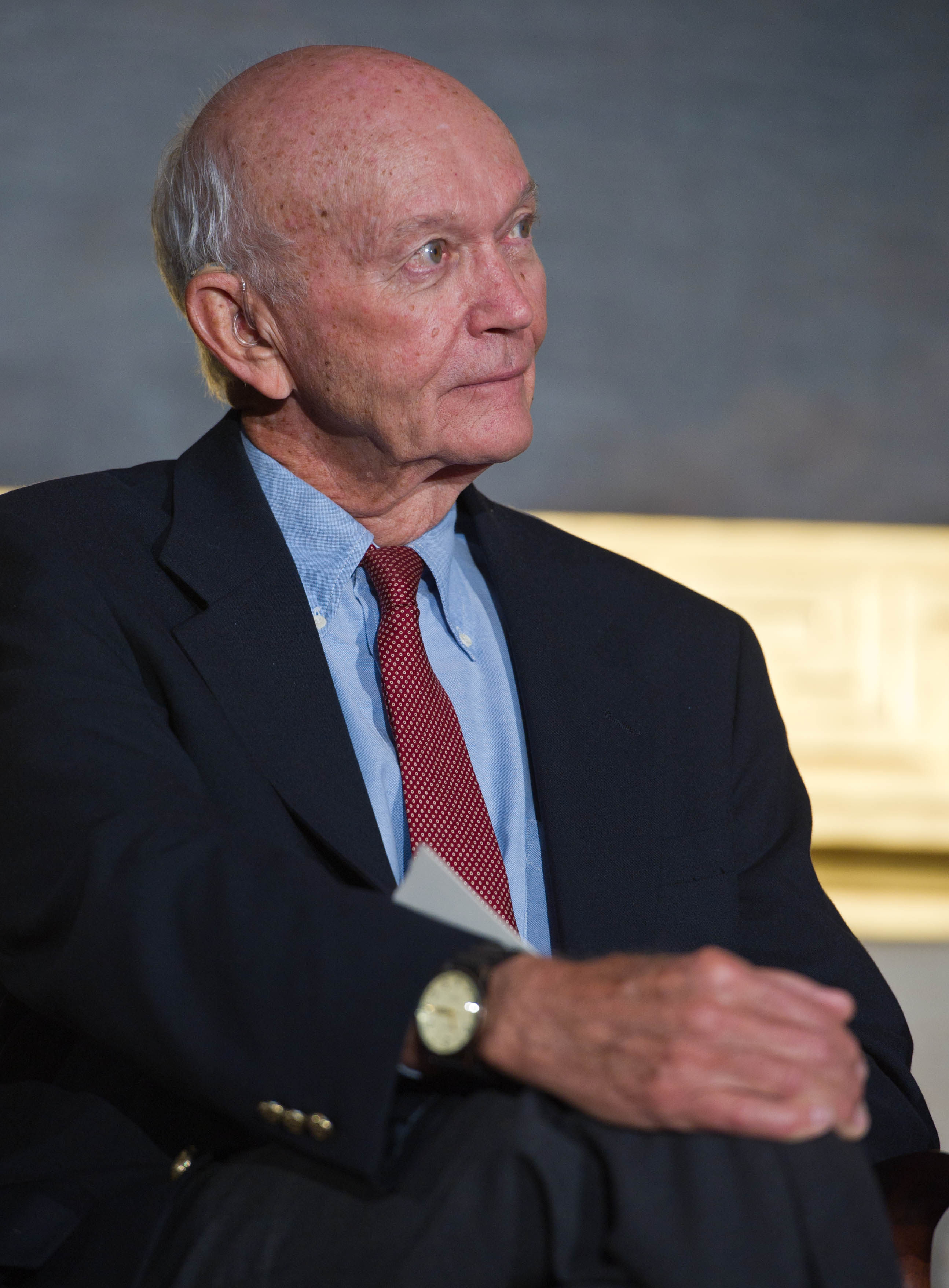
Collins lors de la cérémonie de remise de la médaille d'or du Congrès dans la rotonde du Capitole des États-Unis le 16 novembre 2011.

L'administrateur de la NASA Thomas O. Paine déclare à Collins que le secrétaire d'État des États-Unis William P. Rogers souhaite le nommer au poste de secrétaire d'État adjoint aux affaires publiques. Après le retour de l'équipage aux États-Unis en novembre, Collins accepte le poste sur les demandes pressantes du président des États-Unis Richard Nixon. Il est un choix inhabituel pour le rôle car il n'est ni journaliste ni diplomate de carrière. Contrairement à certains de ses prédécesseurs, il n'a pas non plus agi en tant que porte-parole du département. En tant que chef du bureau des affaires publiques du département d'État des États-Unis, son rôle est de gérer les relations avec le grand public. Il emploie 115 personnes et dispose d'un budget de 2,5 millions de dollars, mais ce montant est minime comparé aux 6 000 agents des affaires publiques du département de la Défense des États-Unis.
Collins prend le poste à un moment très difficile. En 1970, la guerre du Viêt Nam est en cours et l'invasion du Cambodge et la fusillade de l'université d'État de Kent déclenchent une vague de protestations et de troubles à travers le pays. Il ne se fait pas d'illusions sur sa capacité à changer les choses mais tente quand même de nouer le dialogue avec le public en jouant sur sa renommée d'astronaute d'Apollo 11. Il attribue une partie des problèmes de la nation à l'insularité. Dans un discours d'ouverture prononcé en 1970 au Saint Michael's College dans le Vermont, il déclare à son auditoire que « les agriculteurs s'adressent aux agriculteurs, les étudiants aux étudiants, les chefs d'entreprise aux autres chefs d'entreprise, mais ce discours intra-muros sert principalement à refléter ses convictions, à renforcer les préjugés existants, à exclure des points de vue opposés ».
Finalement, Collins se rend compte qu'il n'apprécie pas ce travail et, quand une opportunité qui correspond mieux à ses compétences se présente, il obtient l'autorisation du président Nixon pour changer de travail. Son départ est officiellement annoncé le 22 février 1971. Il a occupé ce poste jusqu'au 11 avril 1971. L'ambassadrice américaine au Népal, Carol Laise (en), le remplace en octobre 1973,.

#### Directeur du National Air and Space Museum

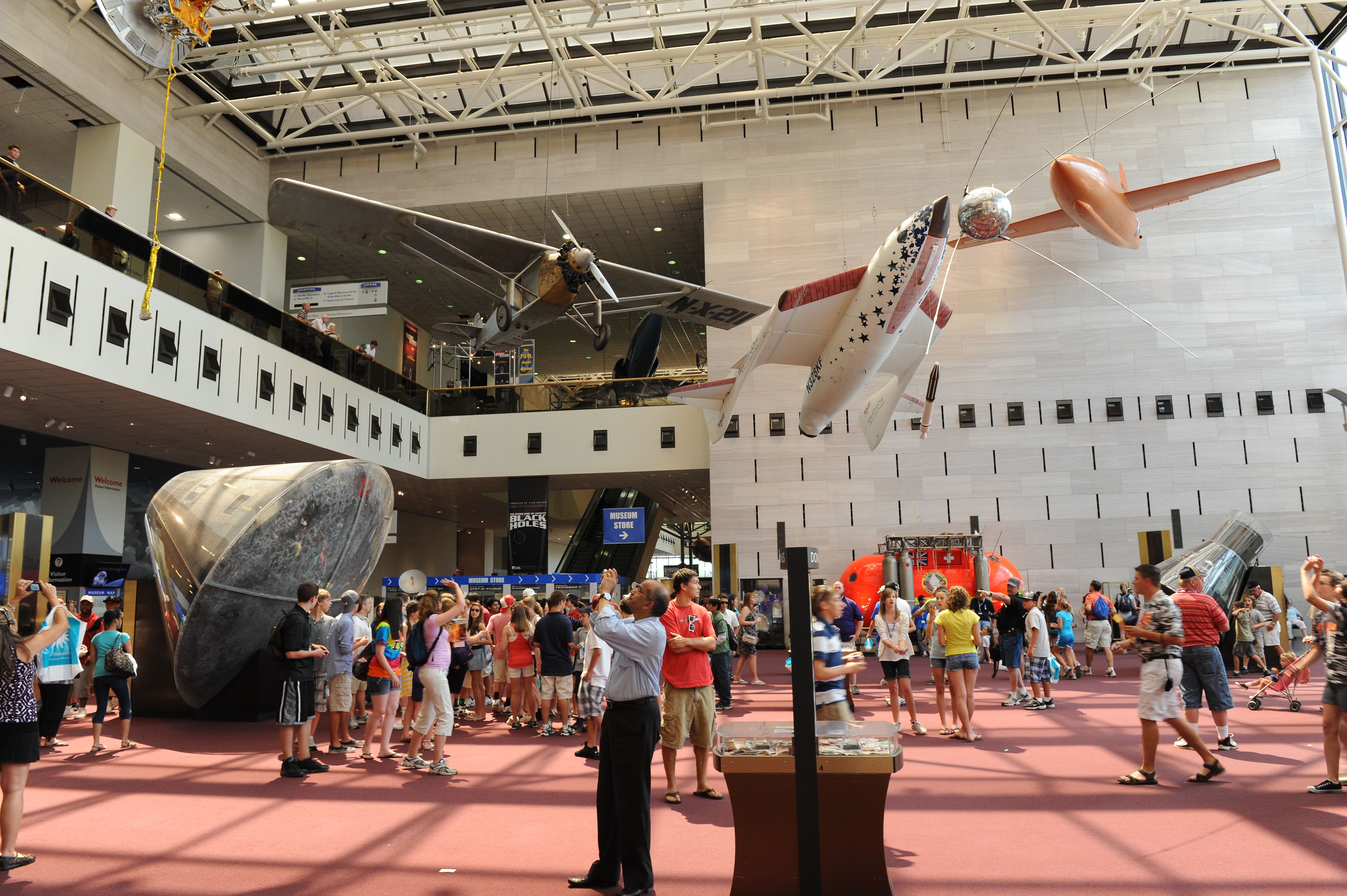
Le hall d'entrée des Milestones of Flight du National Air and Space Museum à Washington. Parmi les engins visibles se trouvent le module de commande de la mission Apollo 11.

À partir de 1971, il occupe le poste de directeur du National Air and Space Museum (NASM), position qu'il occupe durant sept ans sous tutelle de la Smithsonian Institution. L'histoire de la création du musée, qui remonte à l'après-guerre est complexe,, mais Collins participe activement à la nouvelle configuration du lieu avec sa transformation de musée de l'air à son extension à musée de l'air et de l'espace, ainsi qu'à la création d'un bâtiment situé sur la National Mall de Washington pour accueillir les collections,.
La crise du Spoutnik de 1957 et la course à l'espace qui en résulte avait en effet suscité un regain d'intérêt du public américain pour l'exploration spatiale à l'exemple de l'exposition des capsules au pavillon des Arts et Industries du programme Mercury Freedom 7 de la mission Mercury-Redstone 3 et Friendship 7 de la mission Mercury-Atlas 6 que plus de deux millions et demi de visiteurs visitent en 1963. La mission Apollo 11 et l'alunissage suscitent un nouvel intérêt pour l'espace et Collins a le profil parfait avec ses expériences d'astronaute et d'officier de l'armée de l'air.
La première pierre du nouveau bâtiment du musée est posée le 20 novembre 1972 et il ouvre quelques jours avant la date prévue le 1er juillet 1976 dans le cadre des célébrations du bicentenaire des États-Unis. Plus d'un million de visiteurs franchissent ses portes au cours du premier mois et le musée s'impose rapidement comme l'un des musées les plus populaires au monde, avec une moyenne de huit à neuf millions de visiteurs par an au cours des deux décennies suivantes. Les visiteurs peuvent voir Columbia dans le hall principal, les Milestones of Flight, à côté de l'avion des frères Orville et Wilbur Wright, le Spirit of St. Louis de Charles Lindbergh et un Bell X-1.

#### Sous-secrétaire de la Smithsonian Institution
Collins démissionne en 1978 du poste de directeur du National Air and Space Museum pour devenir sous-secrétaire de la Smithsonian Institution. Pendant ce temps, bien qu'il ne soit plus un officier en service actif de l'armée de l'air après son entrée au département d'État en 1970, il reste dans la réserve militaire américaine. Il atteint le grade de major général en 1976 et prend sa retraite en 1982.

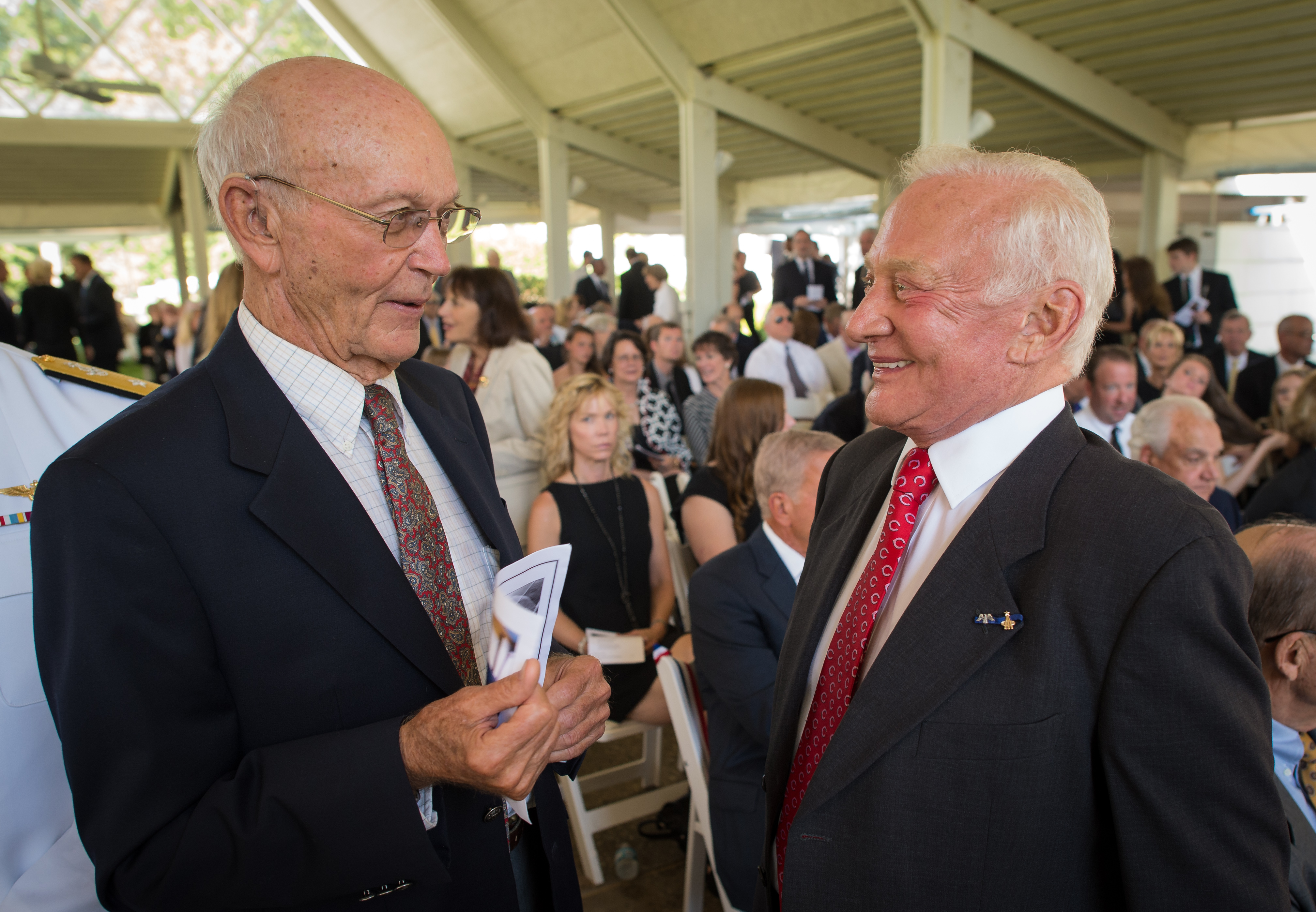
Michael Collins et Buzz Aldrin réunis lors de la cérémonie en mémoire de Neil Armstrong le 31 août 2012 à Indian Hill.

### Autres activités
Michael Collins termine le programme de management avancé de la Harvard Business School (HBS) en 1974. En 1980, il devient vice-président de LTV Aerospace (nom à l'époque de Vought) dans le comté d'Arlington en Virginie. Il démissionne en 1985 pour créer son cabinet de conseil, Michael Collins Associates,,.
En 1974, il écrit une autobiographie intitulée Carrying the Fire: An Astronaut's Journeys. John Noble Wilford, journaliste au New York Times, écrit que ce livre est « généralement considéré comme le meilleur récit de ce que signifie être un astronaute ».
Michael Collins écrit également en 1988 une histoire du programme spatial américain nommée Liftoff: The Story of America's Adventure in Space, en 1990 un livre sur le vol humain vers Mars nommé Mission to Mars, et en 1976 un livre de vulgarisation sur ses expériences à destination de la jeunesse Flying to the Moon and Other Strange Places. Ce dernier est révisé et réédité sous le titre Flying to the Moon: An Astronaut's Story en 1994. Estimant avoir « dit tout ce [qu'il] voulait dire » dans ces livres, aucune autre publication n'est envisagée.
Parallèlement à ses écrits, il peint des aquarelles, rarement liées à l'espace puisque principalement sur le thème de sa maison des Everglades en Floride ou d'un avion qu'il a piloté. Pendant longtemps, il ne signe pas ses peintures pour éviter que leur valeur ne soit faussée par son autographe. Dans un entretien pour Air & Space Magazine en 2016, il indique réaliser un mini-triathlon par an et toujours pratiquer la pêche.

### Mort
Michael Collins vit avec son épouse Pat à Marco Island en Floride et à Avon en Caroline du Nord jusqu'à la mort de celle-ci en avril 2014.
Il meurt d'un cancer le 28 avril 2021, à l'âge de 90 ans. Il est inhumé au cimetière national d'Arlington le 30 janvier 2023.

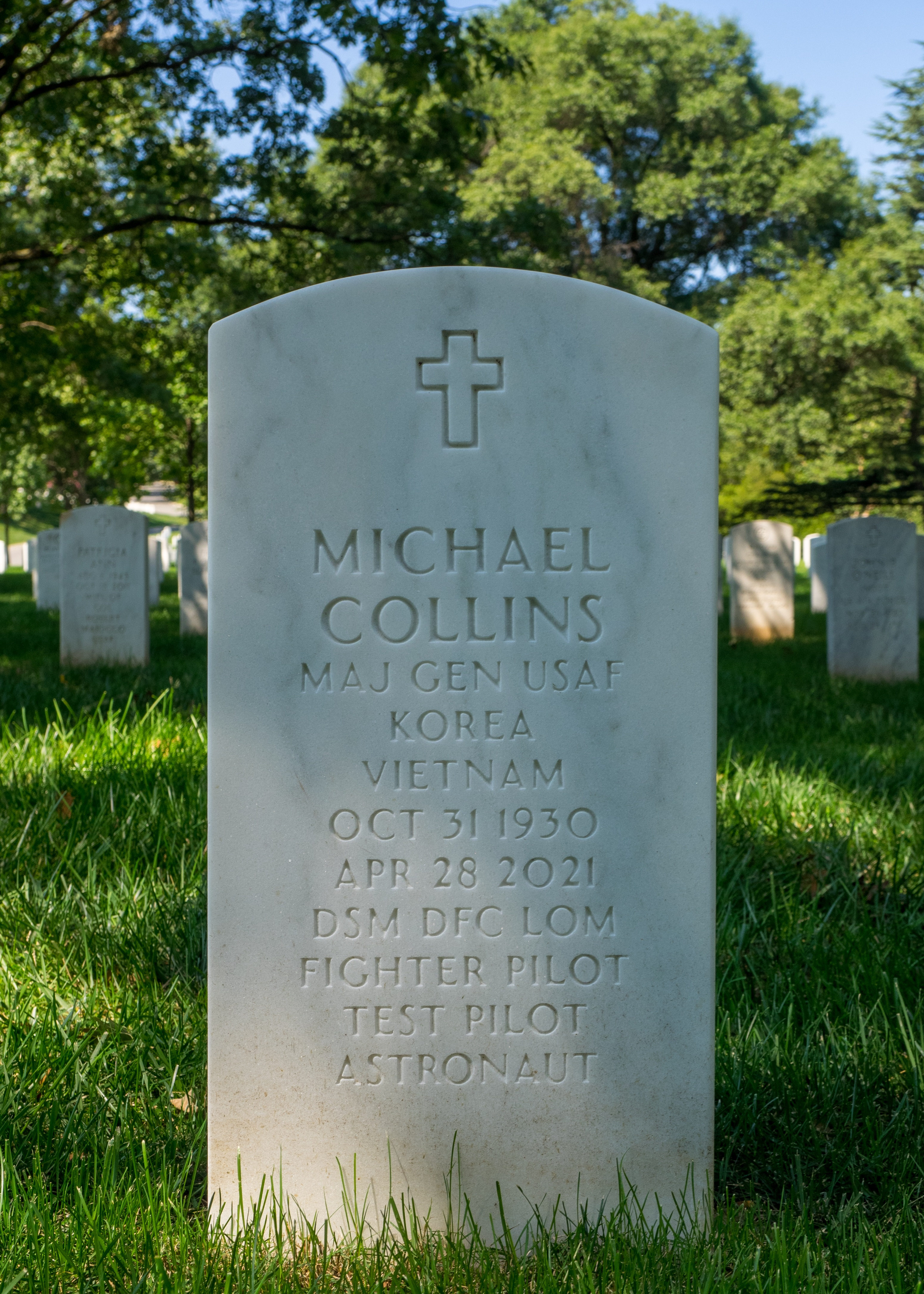
Sépulture de Michael Collins au cimetière arlington.

## Ouvrages
- (en) Michael Collins, Flying to the Moon and Other Strange Places, New York, Farrar, Straus and Giroux, 1976, 159 p. (ISBN 978-0-374-32412-4).
- (en) Michael Collins (Illustrated by James Dean), Liftoff : The Story of America's Adventure in Space, New York, Grove Press, 1988, 288 p. (ISBN 978-0-8021-1011-4).
- (en) Michael Collins, Carrying the Fire : An Astronaut's Journeys, New York, Cooper Square Press, 2001 (1re éd. 1974) (ISBN 0-8154-1028-X, OCLC 45755963).
- (en) Michael Collins, Mission to Mars, New York, Grove Weidenfeld, 1990 (ISBN 978-0-8021-1160-9).
- (en) Michael Collins, Flying to the Moon : An Astronaut's Story, Square Fish, 1994 (1re éd. 1976) (ISBN 978-0-374-42356-8, OCLC 29388756).

## Distinctions, hommages et postérité

### Distinctions et hommages
Collins est un administrateur de longue date de la National Geographic Society et occupe en 2019 le poste d'administrateur émérite. Il est également membre de la Society of Experimental Test Pilots (SETP) et de l'American Institute of Aeronautics and Astronautics,.

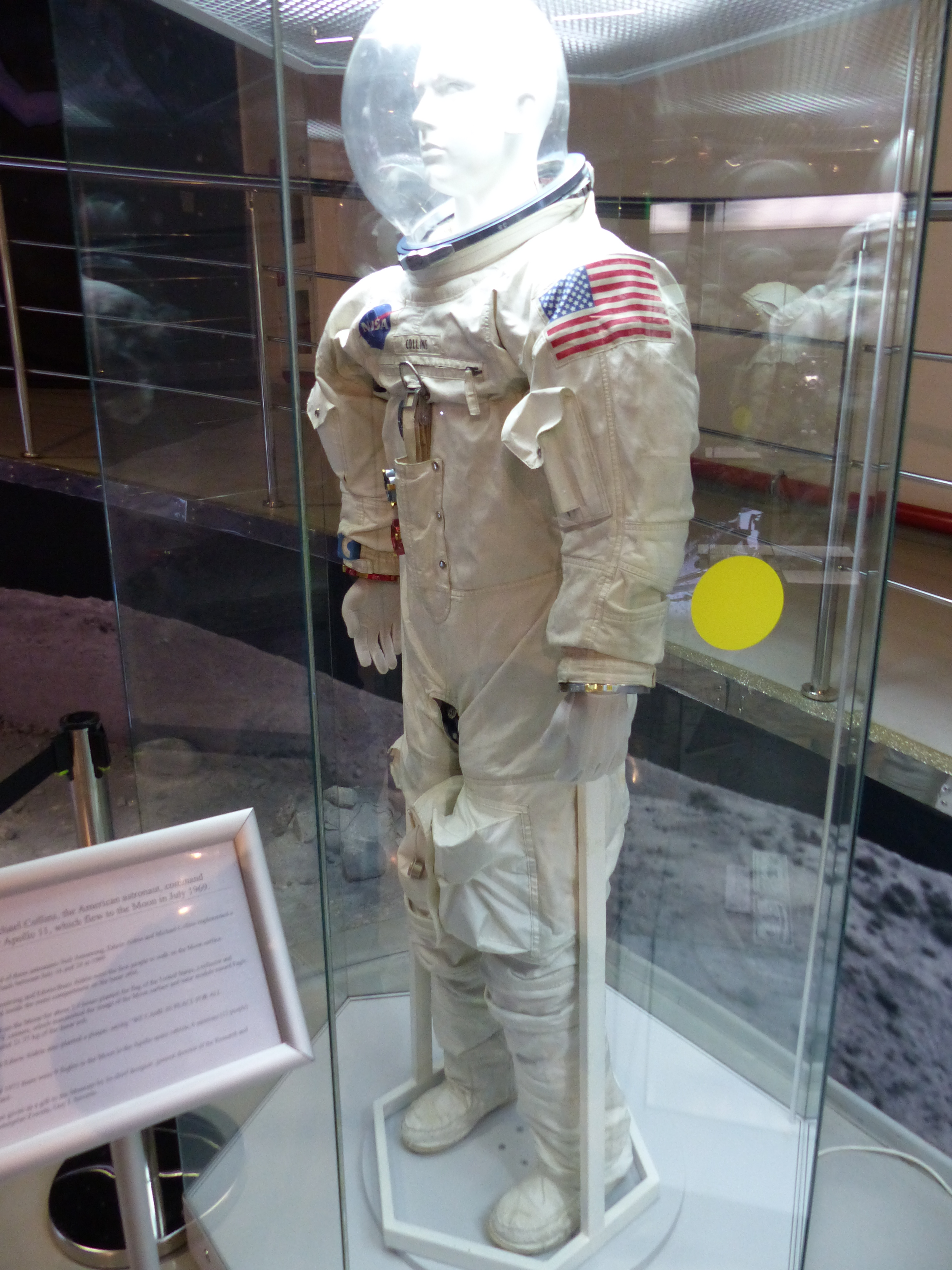
La combinaison de Michael Collins exposée à Moscou en 2016.

Collins est intronisé dans cinq temples de la renommée : l'International Air & Space Hall of Fame (1971), l'International Space Hall of Fame du musée de l'histoire spatiale du Nouveau-Mexique (1977), l'United States Astronaut Hall of Fame (1993),, le National Aviation Hall of Fame (1985) et l'Aerospace Walk of Honor (2008). L'Union astronomique internationale (UAI) l'a honoré en nommant un astéroïde, (6471) Collins. De plus, comme les deux autres membres de l'équipage d'Apollo 11, un cratère lunaire porte son nom. Il est baptisé Collins et se situe près du site d'alunissage d'Apollo 11.
Il reçoit la Distinguished Flying Cross en 1966 pour son travail dans le cadre du programme Gemini. Il est également récompensé par le badge d'astronaute. L'administrateur adjoint de la NASA, Robert Seamans, a remis la médaille du service exceptionnel de la NASA à Collins et Young en 1966 pour leur rôle dans la mission Gemini 10. Pour le programme Apollo, il reçoit l'Air Force Distinguished Service Medal et la médaille du service distingué de la NASA. Il reçoit également la Legion of Merit en 1977.
Avec le reste de l'équipage d'Apollo 11, il reçoit la médaille présidentielle de la Liberté du président des États-Unis Richard Nixon en 1969 lors du dîner d'État en leur honneur. Les trois hommes reçoivent le trophée Collier en 1969. Le président de la National Aeronautic Association leur remet un duplicata du trophée à Collins et à Aldrin lors d'une cérémonie,. Le trio reçoit le trophée Harmon pour les aviateurs en 1970, des mains du vice-président des États-Unis Spiro Agnew en 1971,. Agnew leur présente également la médaille Hubbard de la National Geographic Society en 1970. Il leur dit à cette occasion : « Vous avez gagné une place aux côtés de Christophe Colomb dans l'histoire américaine ».
Collins reçoit également le prix Iven C. Kincheloe de la Society of Experimental Test Pilots (SETP) en 1970,. En 1989, certains de ses documents personnels ont été transférés à l'Institut polytechnique et université d'État de Virginie. Lors des différents anniversaires marquants de l'alunissage, avec les autres membres d'Apollo 11, il se rend à la Maison-Blanche voir le président des États-Unis : c'est par exemple le cas en 1994 (25e anniversaire) avec Bill Clinton, en 1999 (30e anniversaire) toujours avec le président Clinton, 2004 (35e anniversaire) avec George W. Bush et 2014 (45e anniversaire) avec Barack Obama — désormais sans Neil Armstrong mort en 2012 —. En 1999, le vice-président des États-Unis Al Gore, également vice-chancelier du conseil de la Smithsonian Institution, remet à l'équipage d'Apollo 11 la médaille d'or Langley pour l'aviation du Smithsonian et, après la cérémonie, l'équipage offre au président Clinton une pierre lunaire dans un présentoir,.
L'équipage d'Apollo 11 reçoit enfin la médaille d'or du Congrès (New Frontier) dans la rotonde du Capitole des États-Unis en 2011. Lors de la cérémonie, l'administrateur de la NASA, Charles F. Bolden, déclare : « Ceux d'entre nous qui ont eu le privilège de voler dans l'espace ont suivi la piste qu'ils ont tracée ».
Le 19 juillet 2019, il est reçu avec Buzz Aldrin et les deux fils de Neil Armstrong à la Maison-Blanche par Donald Trump pour les cinquante ans de la mission lunaire Apollo 11. En cette occasion, est évoquée l'idée d'une prochaine mission directement sur Mars.

### Postérité

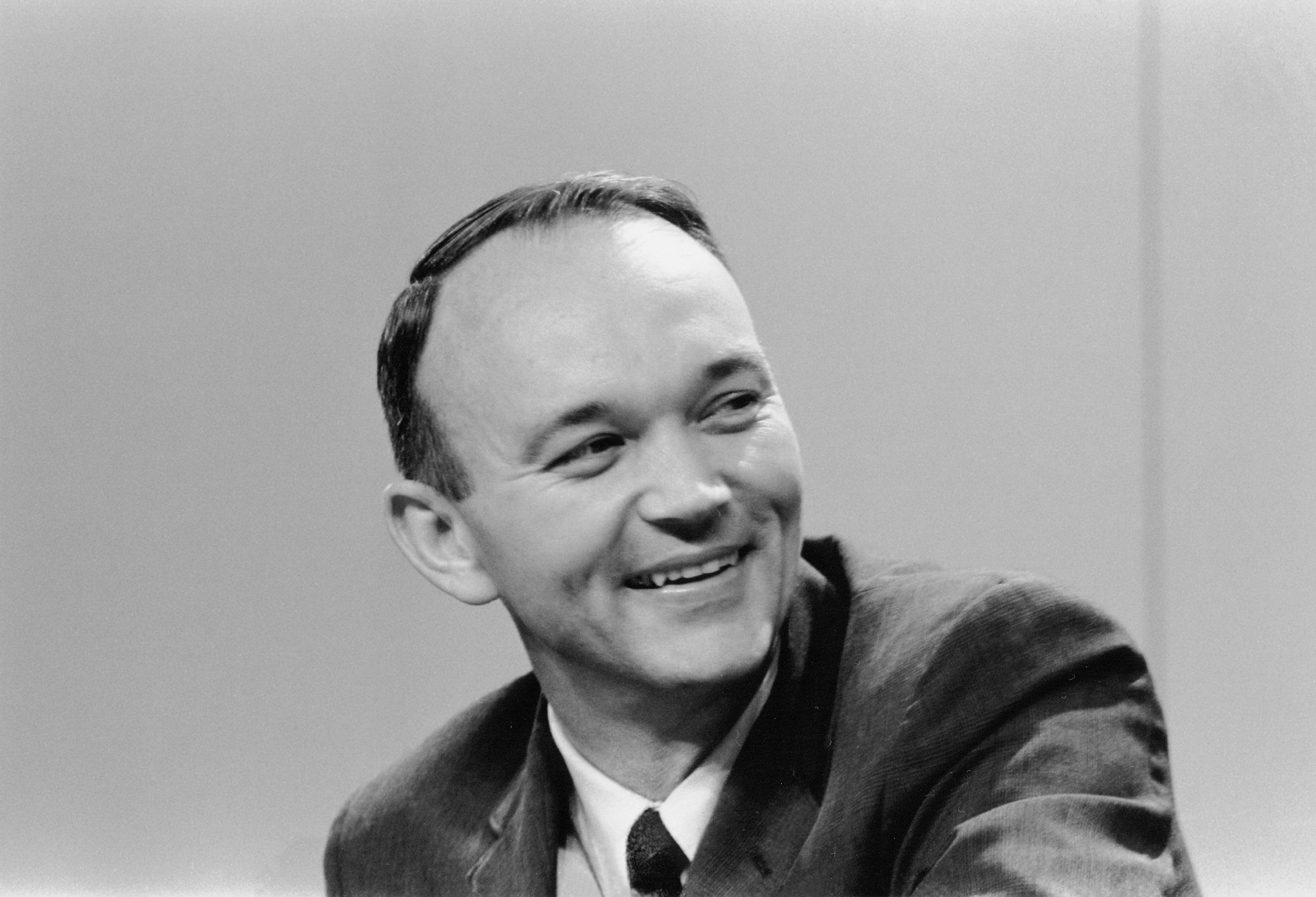
Michael Collins lors d'une conférence de presse pour Apollo 11 vers 1969.

Collins est l'un des astronautes présentés dans les nombreux documentaires sur le programme Apollo, comme In the Shadow of the Moon (2007) et Apollo 11 (2019). Il a un petit rôle en tant qu'homme âgé dans le film Be Bad! (2009). Dans le téléfilm Apollo 11 (1996), il est interprété par Jim Metzler et dans la mini-série De la Terre à la Lune (1998) par Cary Elwes. Dans le film télévisé Mission Apollo 11, les premiers pas sur la Lune (2009), il est interprété par Andrew Lincoln. Dans le film First Man : Le Premier Homme sur la Lune (2018), il est interprété par Lukas Haas. Pour leurs contributions à l'industrie télévisuelle, les astronautes d'Apollo 11 sont honorés d'une « étoile en forme de Lune » au Walk of Fame d'Hollywood. Il est interprété par Andrew Lee Potts dans l'épisode 7 de la saison 3 de The Crown et par Ryan Kennedy dans la première saison de la série télévisée For All Mankind.
Le groupe de rock anglais Jethro Tull a écrit une chanson intitulée For Michael Collins, Jeffrey and Me, qui apparaît sur l'album Benefit (1970). La chanson compare les sentiments d'inadéquation du chanteur Ian Anderson (et de son ami Jeffrey Hammond) avec ceux de l'astronaute, comparant le fait qu'il a été laissé pour compte par ceux qui ont eu le privilège de marcher sur la surface de la Lune. En 2013, le groupe de pop indépendant The Boy Least Likely To écrit la chanson Michael Collins sur l'album The Great Perhaps (2013). La chanson met en avant le sentiment de Collins et sa bénédiction de sa solitude en étant séparé de tout autre contact humain, en contraste à l'absence de perspective de la société moderne. L'artiste folk américain John Craigie (en) écrit une chanson intitulée Michael Collins pour son album No Rain, No Rose (2017). La chanson met en avant son rôle en tant que partie intégrante de la mission Apollo 11.

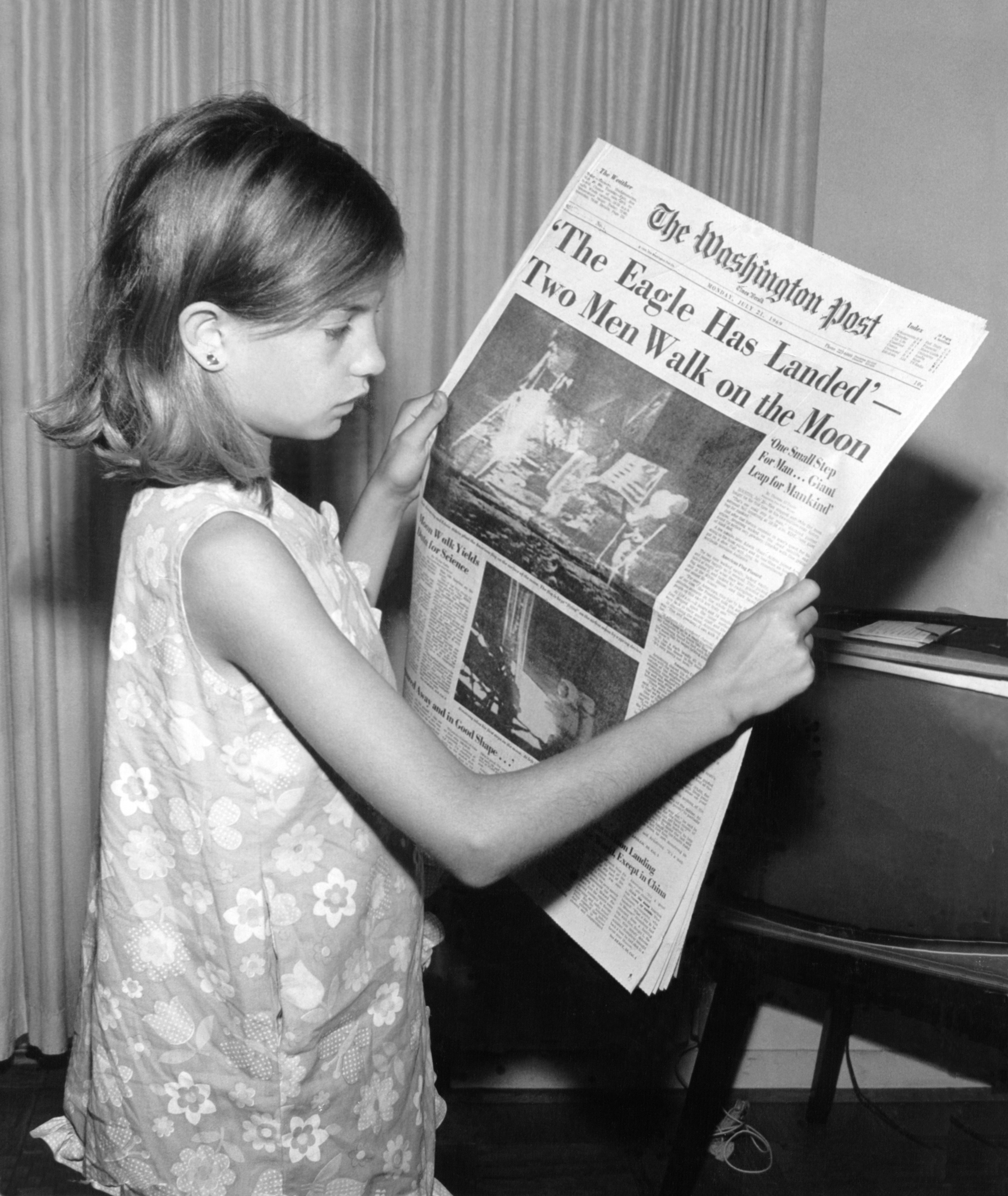
Une jeune fille lisant la une du Washington Post le 21 juillet 1969.
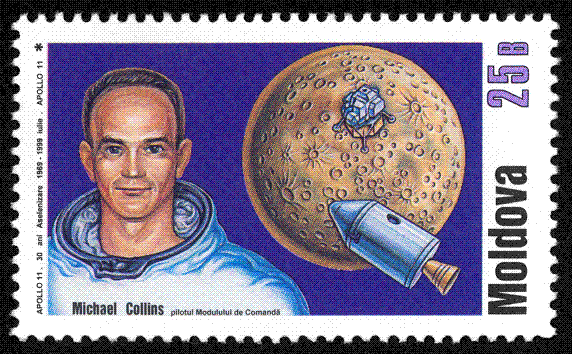
Timbre commémoratif moldave.
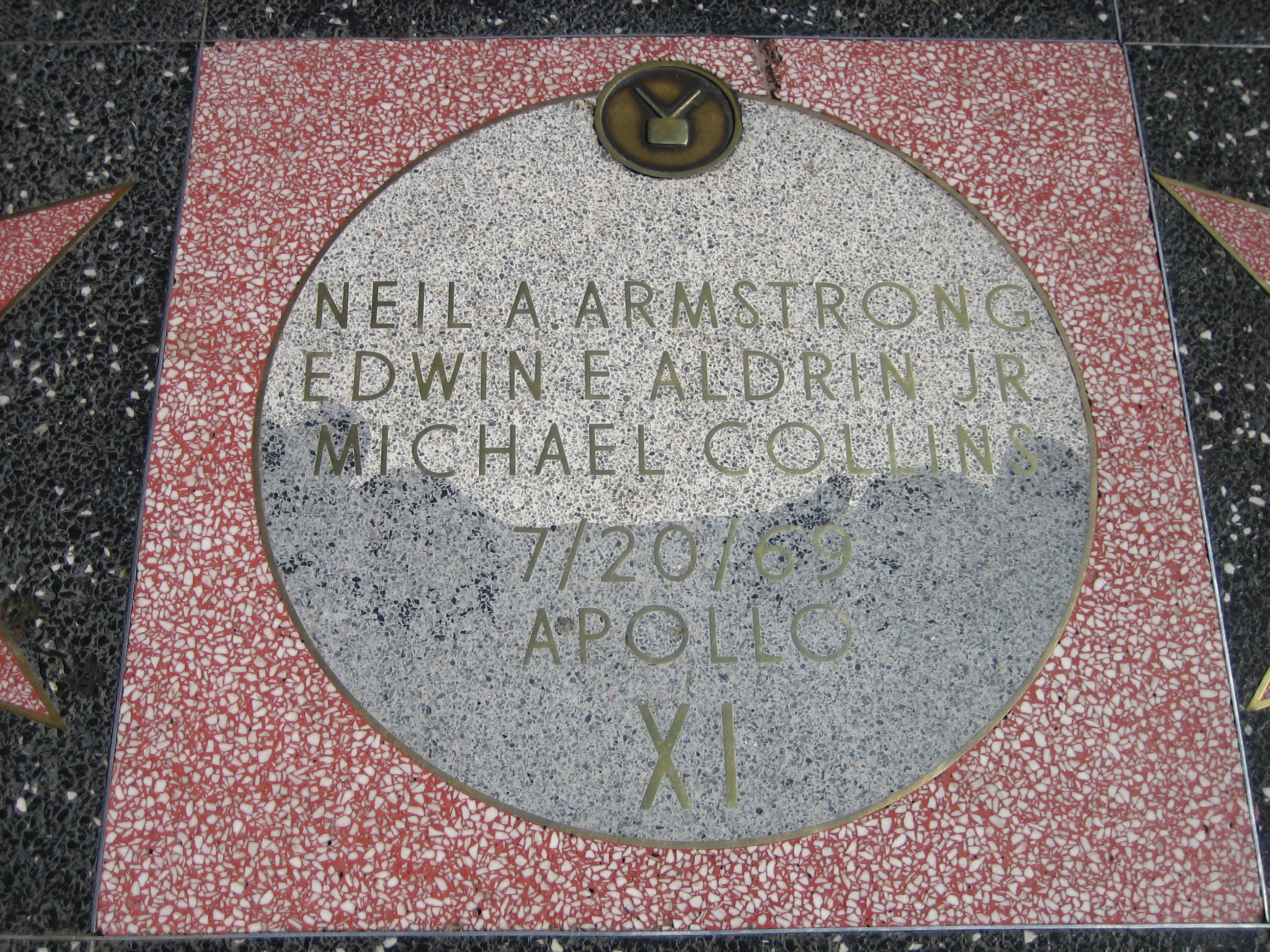
Les noms des astronautes d'Apollo 11 sur une « étoile en forme de Lune » au Walk of Fame d'Hollywood.
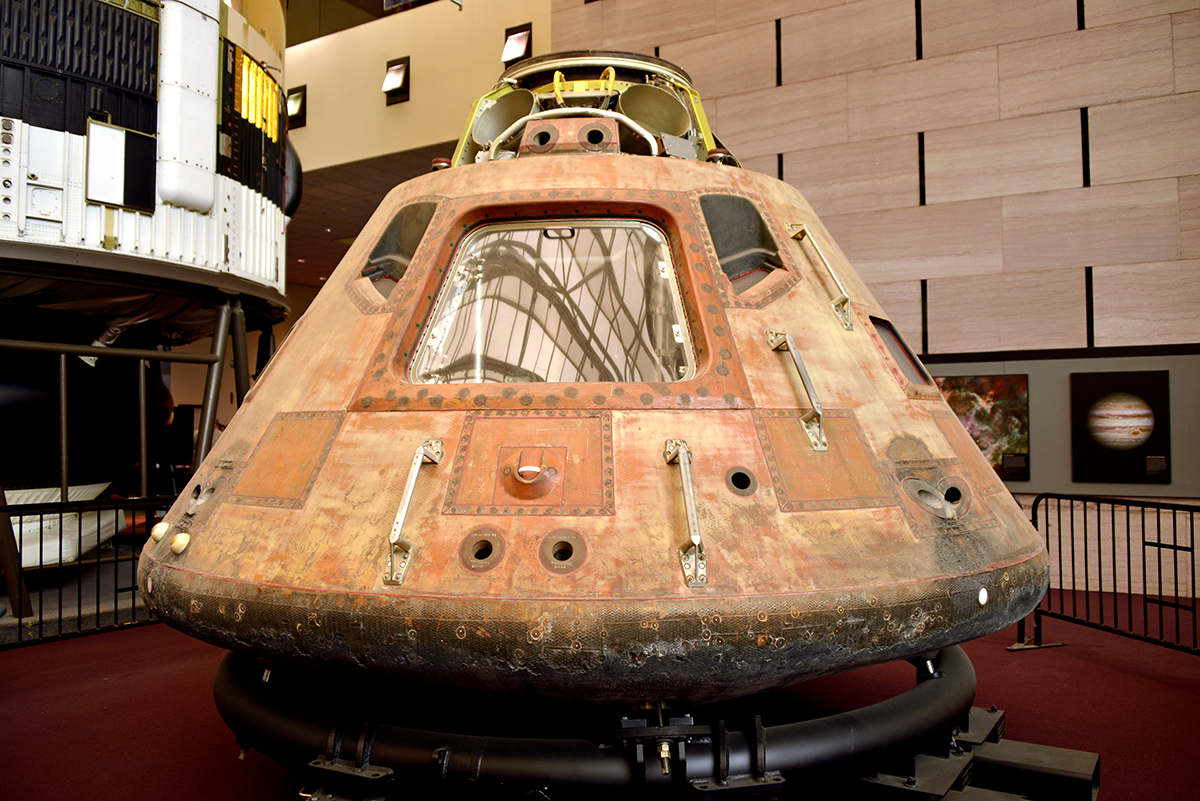
Columbia dans le hall d'entrée des Milestones of Flight du National Air and Space Museum en 2016.
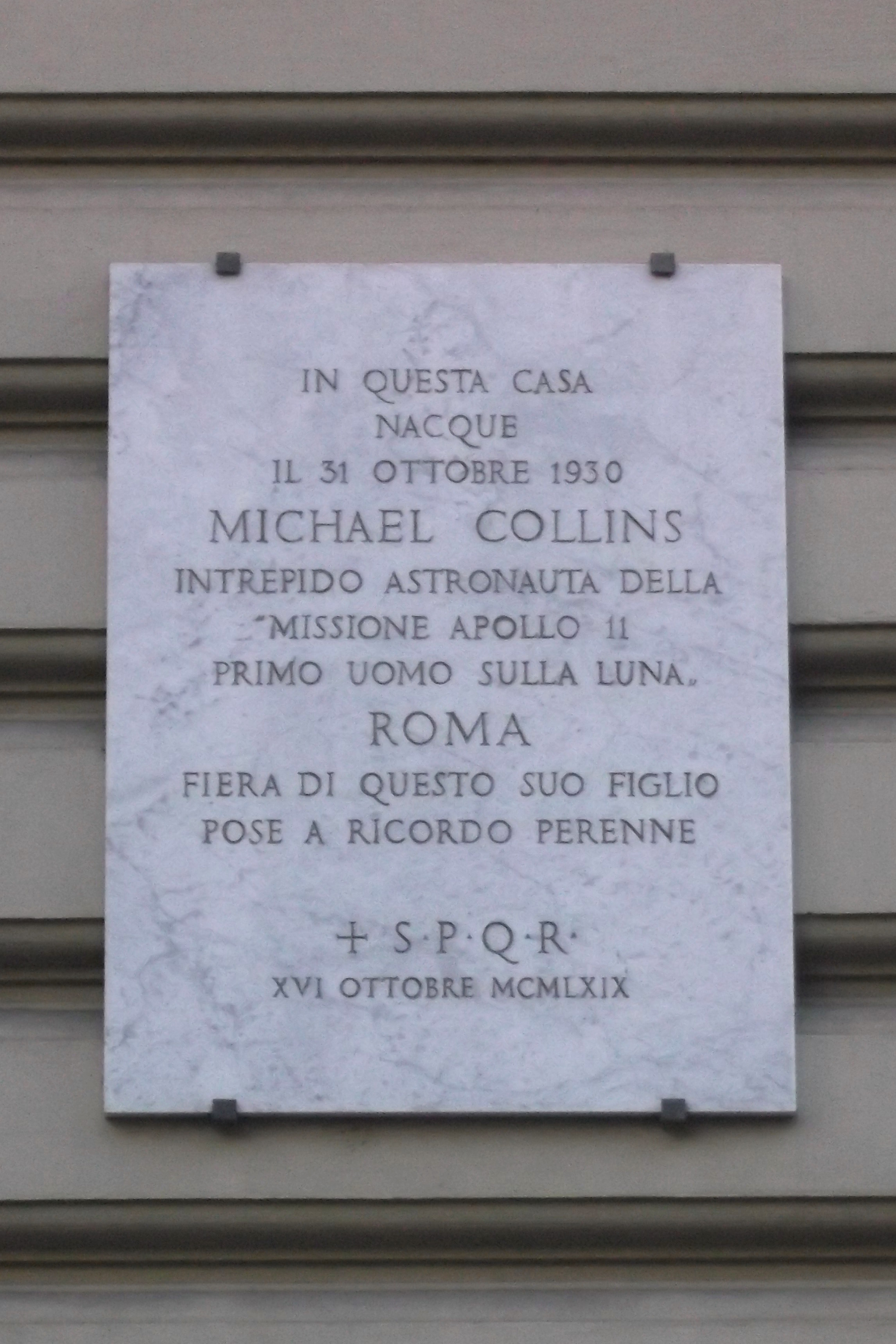
Plaque commémorative sur la maison où est né Collins à Rome.